# Lijst van seizoenen van Wie is de Mol?
Deze pagina bevat een overzicht van alle seizoenen van Wie is de Mol?

## Overzicht
| Seizoen         | Mol                     | Pot                                     |
| --------------- | ----------------------- | --------------------------------------- |
| 1               | Deborah Coutinho        | ƒ 82.500 (omgerekend ongeveer € 37.436) |
| 2               | Nico Plat               | ƒ 70.000 (omgerekend ongeveer € 31.765) |
| 3               | George Langenberg       | € 42.300                                |
| 4               | Elise de Ruiter         | € 35.550                                |
| 5               | Yvon Jaspers            | € 23.000                                |
| 6               | Milouska Meulens        | € 24.475                                |
| 7               | Inge Ipenburg           | € 17.300                                |
| 8               | Dennis Weening          | € 20.375                                |
| 9               | Jon van Eerd            | € 22.650                                |
| 10              | Kim Pieters             | € 21.950                                |
| 11              | Patrick Stoof           | € 19.540                                |
| 12              | Anne Marie Jung         | € 12.601                                |
| 13              | Kees Tol                | € 17.120                                |
| 14              | Susan Visser            | € 16.700                                |
| 15              | Margriet van der Linden | € 10.500                                |
| 16              | Klaas van Kruistum      | € 13.020                                |
| 17              | Thomas Cammaert         | € 24.320                                |
| 18              | Jan Versteegh           | € 17.750                                |
| 19              | Merel Westrik           | € 10.150                                |
| 20              | Rob Dekay               | € 13.400                                |
| Renaissance     | Jeroen Kijk in de Vegte | € 12.580                                |
| 21              | Renée Fokker            | € 9.675                                 |
| 22              | Everon Jackson Hooi     | € 8.065                                 |
| 23              | Jurre Geluk             | € 11.650                                |
| 24              | Anna Gimbrère           | € 8.585                                 |
| Streamingeditie | Nyree                   | € 10.535                                |
| 25              | Stijn de Vries          | € 8.055                                 |

## Seizoen 1
Aan het eerste seizoen van Wie is de Mol? deden nog geen bekende Nederlanders mee. De deelnemende kandidaten waren onbekend met het soort programma waaraan ze zouden deelnemen. Dit kregen ze pas op locatie te horen.
Locatie Australië
Uitzendingen19 november 1999 – 14 januari 2000 (tijdslot: vrijdag 20.30 uur)
PresentatieAngela Groothuizen
Gewonnen bedragƒ 82.500 (omgerekend ongeveer € 37.436)
| Nr. | Deelnemer                             | Week 1 | Week 2 | Week 3 | Week 4 | Week 5 | Week 6 | Week 7 | Week 8 | Week 9 | Opmerking           |
| --- | ------------------------------------- | ------ | ------ | ------ | ------ | ------ | ------ | ------ | ------ | ------ | ------------------- |
| Mol | Deborah Coutinho (huisvrouw)          |        |        |        |        |        |        |        | Finale | Reünie | De Mol              |
| 1   | Petra Knoth (studente)                |        |        |        |        |        |        |        | Finale | Reünie | Winnaar             |
| 2   | Robin Dissels (manager uitzendbureau) |        |        |        |        |        |        |        | Finale | Reünie | Verliezend finalist |
| 3   | Wilmie Geurtjens (edelsmid)           |        |        |        |        |        |        |        |        | Reünie | Afvaller 7          |
| 4   | Arnoud Olgers (gezinsverzorger)       |        |        |        |        |        |        |        |        | Reünie | Afvaller 6          |
| 5   | Foke Dijkstra (verpleegkundige)       |        |        |        |        |        |        |        |        | Reünie | Afvaller 5          |
| 6   | Warner van Hattem (ingenieur)         |        |        |        |        |        |        |        |        | Reünie | Afvaller 4          |
| 7   | John Spreeuw (barkeeper)              |        |        |        |        |        |        |        |        | Reünie | Afvaller 3          |
| 8   | Willy Evers (kleuterleider)           |        |        |        |        |        |        |        |        | Reünie | Afvaller 2          |
| 9   | Sandy Hundepool (arts)                |        |        |        |        |        |        |        |        |        | Afvaller 1          |

 Kandidaat moest deze aflevering het spel verlaten.
 Kandidaat is uit het spel.
 Kandidaat is nog in het spel.
 Kandidaat heeft een vrijstelling ingezet.
Afleveringen
| Aflevering           | Pot                    | Kijkcijfers |
| -------------------- | ---------------------- | ----------- |
| 1 (19 november 1999) | ƒ 15.000 0(€ 6.806,70) | 807.000     |
| 2 (26 november 1999) | ƒ 20.000 0(€ 9.075,60) | 713.000     |
| 3 (3 december 1999)  | ƒ 35.000 (€ 15.882,31) | 912.000     |
| 4 (10 december 1999) | ƒ 42.500 (€ 19.285,66) | 728.000     |
| 5 (17 december 1999) | ƒ 62.500 (€ 28.361,26) | 716.000     |
| 6 (24 december 1999) | ƒ 67.500 (€ 30.630,16) | 545.000     |
| 7 (7 januari 2000)   | ƒ 67.500 (€ 30.630,16) | 868.000     |
| 8 (14 januari 2000)  | ƒ 82.500 (€ 37.436,87) | 936.000     |
| 9 (21 januari 2000)  |                        | 915.000     |

 Op dat moment een nieuw kijkcijferrecord.

## Seizoen 2
Locatie Schotland
Uitzendingen5 januari – 2 maart 2001 (tijdslot: vrijdag 20.30 uur)
PresentatieAngela Groothuizen
Gewonnen bedragƒ 70.000 (omgerekend ongeveer € 31.765)
| Nr. | Deelnemer                                              | Week 1 | Week 2 | Week 3 | Week 4 | Week 5 | Week 6 | Week 7 | Week 8 | Week 9 | Opmerking           |
| --- | ------------------------------------------------------ | ------ | ------ | ------ | ------ | ------ | ------ | ------ | ------ | ------ | ------------------- |
| Mol | Nico Plat (informaticus)                               |        |        |        |        |        |        |        | Finale | Reünie | De Mol              |
| 1   | Sigrid Kalk (communicatiedeskundige)                   |        |        |        |        |        |        |        | Finale | Reünie | Winnaar             |
| 2   | Yvonne Schroeder (kapitein koninklijke landmacht)      |        |        |        |        |        |        |        | Finale | Reünie | Verliezend finalist |
| 3   | Doortje Gerverdinck (student maatschappelijke vorming) |        |        |        |        |        |        |        |        | Reünie | Afvaller 7          |
| 4   | Dan van Rooij (sales manager)                          |        |        | [ a ]  |        |        |        |        |        | Reünie | Afvaller 6          |
| 5   | Cor van Driel (gepensioneerd manager)                  |        |        |        |        |        |        |        |        | Reünie | Afvaller 5          |
| 6   | Nazife Cavus-Nunes (logopedist)                        |        |        |        |        |        |        |        |        | Reünie | Afvaller 4          |
| 7   | Björn Fräser (student)                                 |        |        | [ a ]  |        |        |        |        |        | Reünie | Afvaller 3          |
| 8   | Ward Dekkers (jongerenwerker)                          |        |        |        |        |        |        |        |        | Reünie | Afvaller 2          |
| 9   | Gerda Versteeg (secretaresse)                          |        |        |        |        |        |        |        |        | Reünie | Afvaller 1          |

 Kandidaat moest deze aflevering het spel verlaten.
 Kandidaat is uit het spel.
 Kandidaat is nog in het spel.
 Kandidaat heeft een vrijstelling ingezet.
1. 1 2  Dan kreeg eerder in aflevering 3 een rood scherm, maar omdat hij bij de volgende opdracht een kistje met geld openmaakte, moest Björn het spel verlaten.

Afleveringen
| Aflevering           | Pot                    | Kijkcijfers |
| -------------------- | ---------------------- | ----------- |
| 1 (5 januari 2001)   | ƒ 19.000 0(€ 8.621,82) | 1.074.000   |
| 2 (12 januari 2001)  | ƒ 27.000 (€ 12.252,07) | 965.000     |
| 3 (19 januari 2001)  | ƒ 42.500 (€ 19.285,66) | 965.000     |
| 4 (26 januari 2001)  | ƒ 55.000 (€ 24.957,91) | 979.000     |
| 5 (2 februari 2001)  | ƒ 45.000 (€ 20.420,11) | 955.000     |
| 6 (9 februari 2001)  | ƒ 42.500 (€ 19.285,66) | 1.071.000   |
| 7 (16 februari 2001) | ƒ 57.500 (€ 26.092,36) | 950.000     |
| 8 (23 februari 2001) | ƒ 70.000 (€ 31.764,62) | 1.122.000   |
| 9 (2 maart 2001)     |                        | 959.000     |

 Op dat moment een nieuw kijkcijferrecord.

## Seizoen 3
Seizoen 3 is, naast seizoen 22, het enige seizoen met 11 deelnemers in plaats van 10.
Locatie Portugal
Uitzendingen8 februari – 19 april 2002 (tijdslot: vrijdag 21.35 uur)
PresentatieAngela Groothuizen
Gewonnen bedrag€ 42.300
| Nr. | Deelnemer                          | Week 1 | Week 2 | Week 3 | Week 4 | Week 5 | Week 6 | Week 7 | Week 8 | Week 9 | Week 10 | Week 11 | Opmerking           |
| --- | ---------------------------------- | ------ | ------ | ------ | ------ | ------ | ------ | ------ | ------ | ------ | ------- | ------- | ------------------- |
| Mol | George Langenberg (kunstenaar/kok) |        |        |        |        |        |        |        |        |        | Finale  | Reünie  | De Mol              |
| 1   | John Guntlisbergen (ondernemer)    |        |        |        |        |        |        |        |        |        | Finale  | Reünie  | Winnaar             |
| 2   | Jantien de Boer (journalist)       |        |        |        |        |        |        |        |        |        | Finale  | Reünie  | Verliezend finalist |
| 3   | Ellen Sprenger (directeur)         |        |        |        |        |        |        |        |        |        |         | Reünie  | Afvaller 8          |
| 4   | Harry Gerritsma (tekstschrijver)   |        |        |        |        |        |        |        |        |        |         | Reünie  | Afvaller 7          |
| 5   | Prince Heyliger (onderwijzer)      |        |        |        |        |        |        |        |        |        |         | Reünie  | Afvaller 6          |
| 6   | Karen Konings (ass. cardioloog)    |        |        |        |        |        |        |        |        |        |         | Reünie  | Afvaller 5          |
| 7   | Kerstin van Tiggelen (copywriter)  |        |        |        |        |        |        |        |        |        |         | Reünie  | Afvaller 4          |
| 8   | Dick van Goor (interim manager)    |        |        |        |        |        |        |        |        |        |         | Reünie  | Afvaller 3          |
| 9   | Paméla Menzo (actrice)             |        |        |        |        |        |        |        |        |        |         | Reünie  | Afvaller 2          |
| 10  | Erik de Jong (tuinman)             |        |        |        |        |        |        |        |        |        |         | Reünie  | Afvaller 1          |

 Kandidaat moest deze aflevering het spel verlaten.
 Kandidaat is uit het spel.
 Kandidaat is nog in het spel.
 Kandidaat heeft een vrijstelling ingezet.
1. ↑  Er werd in aflevering 4 geen rood scherm getoond. Een aantal kandidaten werd in het geheim benaderd dat ze een vrijstelling konden verdienen door een mollenstreek uit te voeren. De persoon die de test het slechtste maakte heeft dus zeker het aanbod aangenomen en uitgevoerd.

Afleveringen
| Aflevering            | Pot      | Kijkcijfers |
| --------------------- | -------- | ----------- |
| 01 (8 februari 2002)  | € 24.000 | 967.000     |
| 02 (15 februari 2002) | € 27.500 | 1.070.000   |
| 03 (22 februari 2002) | € 29.800 | 561.000     |
| 04 (1 maart 2002)     | € 38.800 | 883.000     |
| 05 (8 maart 2002)     | € 28.800 | 960.000     |
| 06 (15 maart 2002)    | € 46.300 | 901.000     |
| 07 (22 maart 2002)    | € 24.300 | 891.000     |
| 08 (29 maart 2002)    | € 34.300 | 896.000     |
| 09 (5 april 2002)     | € 54.300 | 951.000     |
| 10 (12 april 2002)    | € 57.300 | 1.233.000   |
| 11 (19 april 2002)    | € 42.300 | 1.096.000   |

 Op dat moment een nieuw kijkcijferrecord.
1. ↑  De Mol heeft in twee afleveringen in totaal € 15.000 verduisterd. Dit werd pas in de laatste aflevering bekend.

## Seizoen 4
Locatie Canada
Uitzendingen15 maart – 24 mei 2003 (tijdslot: zaterdag 21.00 uur)
PresentatieAngela Groothuizen
Gewonnen bedrag€ 35.550
| Nr. | Deelnemer                                          | Week 1 | Week 2 | Week 3 | Week 4 | Week 5 | Week 6 | Week 7 | Week 8 | Week 9 | Week 10 | Week 11 | Opmerking           |
| --- | -------------------------------------------------- | ------ | ------ | ------ | ------ | ------ | ------ | ------ | ------ | ------ | ------- | ------- | ------------------- |
| Mol | Elise de Ruiter (student)                          |        |        |        |        |        |        |        |        |        | Finale  | Reünie  | De Mol              |
| 1   | Ron van Vliet (grafisch ontwerper)                 |        |        |        |        |        |        |        |        |        | Finale  | Reünie  | Winnaar             |
| 2   | Chandrika Hermsen (pedagogisch hulpverlener)       |        |        |        |        |        |        |        |        |        | Finale  | Reünie  | Verliezend finalist |
| 3   | René van Eldik (politieagent)                      |        |        |        |        |        |        |        |        |        |         | Reünie  | Afvaller 7          |
| 4   | Ferdi Buijsrogge (student managementwetenschappen) |        |        |        |        |        |        |        |        |        |         | Reünie  | Afvaller 6          |
| 5   | Patricia (wetenschapper)                           |        |        |        |        |        |        |        |        |        |         | Reünie  | Afvaller 5          |
| 6   | Astrid Elburg (PR-adviseur)                        |        |        |        |        |        | [ c ]  |        |        |        |         | Reünie  | Afvaller 4          |
| 7   | Aafke Snip (beleidsmedewerker)                     |        |        |        |        |        |        |        |        |        |         | Reünie  | Afvaller 3          |
| 8   | Julien Luscuere (advocaat)                         |        |        |        |        |        |        |        |        |        |         | Reünie  | Afvaller 2          |
| 9   | Louis Biltenburg (corporate sales manager)         |        |        |        |        |        |        |        |        |        |         | Reünie  | Afvaller 1          |

 Kandidaat moest deze aflevering het spel verlaten.
 Kandidaat is uit het spel.
 Kandidaat is nog in het spel.
 Kandidaat heeft een vrijstelling ingezet.
1. ↑  In aflevering 3 heeft de kandidaat die de test het slechtst had gemaakt een vrijstelling verdiend met een bungeejump vanaf een brug.
2. ↑  Aangezien alle kokers die de kandidaten aan het begin van de serie kregen nog gesloten waren, ging de executie niet door.
3. ↑  Astrid verliet vrijwillig het programma na een aanbod van Angela. Ze nam € 7.000 mee naar huis en zorgde ervoor dat de executie die aflevering niet doorging. Dit werd in aflevering 6 bekendgemaakt.

Afleveringen
| Aflevering         | Pot      | Kijkcijfers |
| ------------------ | -------- | ----------- |
| 01 (15 maart 2003) | € 20.000 | 1.115.000   |
| 02 (22 maart 2003) | € 18.000 | 706.000     |
| 03 (29 maart 2003) | € 23.900 | 532.000     |
| 04 (5 april 2003)  | € 25.900 | 825.000     |
| 05 (12 april 2003) | € 28.400 | 820.000     |
| 06 (19 april 2003) | € 28.400 | 906.000     |
| 07 (26 april 2003) | € 27.400 | 828.000     |
| 08 (3 mei 2003)    | € 35.150 | 675.000     |
| 09 (10 mei 2003)   | € 26.550 | 664.000     |
| 10 (17 mei 2003)   | € 35.550 | 942.000     |
| 11 (24 mei 2003)   | € 35.550 | 626.000     |

## Seizoen 5
Locatie Australië,  Indonesië (Bali)
Uitzendingen14 januari – 18 maart 2005 (tijdslot: vrijdag 20.30 uur)
PresentatieAngela Groothuizen
Gewonnen bedrag€ 23.000
| Nr. | Deelnemer                                  | Week 1 | Week 2 | Week 3 | Week 4 | Week 5 | Week 6 | Week 7 | Week 8 | Week 9 | Week 10 | Opmerking           |
| --- | ------------------------------------------ | ------ | ------ | ------ | ------ | ------ | ------ | ------ | ------ | ------ | ------- | ------------------- |
| Mol | Yvon Jaspers (presentatrice)               |        |        |        |        |        |        |        |        | Finale | Reünie  | De Mol              |
| 1   | Marc-Marie Huijbregts (acteur, cabaretier) |        |        |        |        |        |        |        |        | Finale | Reünie  | Winnaar             |
| 2   | Lottie Hellingman (actrice)                |        |        |        |        |        |        |        |        | Finale | Reünie  | Verliezend finalist |
| 3   | Isabelle Brinkman (radio-dj)               |        |        |        |        |        |        |        |        |        | Reünie  | Afvaller 7          |
| 4   | Sander de Heer (radio-dj)                  |        |        |        |        |        |        |        |        |        | Reünie  | Afvaller 6          |
| 5   | Gijs Staverman (radio-dj, presentator)     |        | [ a ]  |        |        |        | [ b ]  |        |        |        | Reünie  | Afvaller 4 en 5     |
| 5   | Jim de Groot (acteur)                      |        |        |        |        |        | [ b ]  |        |        |        | Reünie  | Afvaller 4 en 5     |
| 7   | Victoria Koblenko (actrice)                |        |        |        |        |        |        |        |        |        | Reünie  | Afvaller 3          |
| 8   | Yvonne van den Hurk (actrice)              |        |        |        |        |        |        |        |        |        | Reünie  | Afvaller 2          |
| 9   | Roeland Fernhout (acteur)                  |        |        | [ c ]  |        |        |        |        |        |        | Reünie  | Afvaller 1          |

 Kandidaat moest deze aflevering het spel verlaten.
 Kandidaat is uit het spel.
 Kandidaat is nog in het spel.
 Kandidaat heeft een vrijstelling ingezet.
1. ↑  Gijs Staverman viel af in aflevering 2, maar kwam terug in aflevering 3.
2. 1 2  Door de regel, dat wanneer het percentage goed beantwoorde vragen lager zou liggen dan de week ervoor er twee kandidaten moesten vertrekken, verlieten Jim en Gijs de aflevering gelijktijdig.
3. ↑  Roeland Fernhout verliet het spel door ziekte.

Afleveringen
| Aflevering            | Pot      | Kijkcijfers |
| --------------------- | -------- | ----------- |
| 01 (14 januari 2005)  | € 1.000  | 1.289.000   |
| 02 (21 januari 2005)  | € 2.750  | 1.333.000   |
| 03 (28 januari 2005)  | € 18.250 | 1.370.000   |
| 04 (4 februari 2005)  | € 13.750 | 1.308.000   |
| 05 (11 februari 2005) | € 16.250 | 1.439.000   |
| 06 (18 februari 2005) | € 17.000 | 1.548.000   |
| 07 (25 februari 2005) | € 15.000 | 1.409.000   |
| 08 (4 maart 2005)     | € 19.000 | 1.573.000   |
| 09 (11 maart 2005)    | € 23.000 | 1.745.000   |
| 10 (18 maart 2005)    | € 23.000 | 1.485.000   |

 Op dat moment een nieuw kijkcijferrecord.

## Seizoen 6
Locatie Argentinië
Uitzendingen10 maart – 12 mei 2006 (tijdslot: vrijdag 20.30 uur)
PresentatieKarel van de Graaf
Gewonnen bedrag€ 24.475
| Nr. | Deelnemer                            | Week 1 | Week 2 | Week 3 | Week 4 | Week 5 | Week 6 | Week 7 | Week 8 | Week 9 | Week 10 | Opmerking           |
| --- | ------------------------------------ | ------ | ------ | ------ | ------ | ------ | ------ | ------ | ------ | ------ | ------- | ------------------- |
| Mol | Milouska Meulens (presentatrice)     |        |        |        |        |        |        |        |        | Finale | Reünie  | De Mol              |
| 1   | Frédérique Huydts (actrice)          |        |        |        |        |        |        |        |        | Finale | [ a ]   | Winnaar             |
| 2   | Roderick Veelo (presentator)         |        |        |        |        |        |        |        |        | Finale | Reünie  | Verliezend finalist |
| 3   | Peggy Vrijens (actrice)              |        |        |        |        |        |        |        |        |        | Reünie  | Afvaller 7          |
| 4   | Toine van Peperstraten (presentator) |        |        |        |        |        |        |        |        |        | Reünie  | Afvaller 6          |
| 5   | Richard Groenendijk (cabaretier)     |        |        | [ b ]  |        |        |        |        |        |        | Reünie  | Afvaller 5          |
| 6   | Liz Snoijink (actrice)               |        |        |        |        |        |        |        |        |        | Reünie  | Afvaller 4          |
| 7   | Mary-Lou van Stenis (actrice)        |        |        |        |        |        |        |        |        |        | Reünie  | Afvaller 3          |
| 8   | Chris Tates (acteur)                 |        |        |        |        |        |        |        |        |        | Reünie  | Afvaller 2          |
| 9   | Geert Hoes (acteur)                  |        |        |        |        |        |        |        |        |        | Reünie  | Afvaller 1          |

 Kandidaat moest deze aflevering het spel verlaten.
 Kandidaat is uit het spel.
 Kandidaat is nog in het spel.
 Kandidaat heeft een vrijstelling ingezet.
 Kandidaat kon het spel niet verlaten (en is dus automatisch door, zonder een test te maken).
1. ↑  Frédérique Huydts overleed op 3 april 2006 als gevolg van kanker. Zij besloot dat de helft van de gewonnen pot naar het WNF ging en de helft naar KiKa.
2. ↑  Richard Groenendijk viel af in aflevering 3, maar kwam terug in aflevering 4.

Afleveringen
| Aflevering         | Pot      | Kijkcijfers |
| ------------------ | -------- | ----------- |
| 01 (10 maart 2006) | € 3.000  | 1.168.000   |
| 02 (17 maart 2006) | € 9.750  | 1.154.000   |
| 03 (24 maart 2006) | € 11.250 | 975.000     |
| 04 (31 maart 2006) | € 8.250  | 1.096.000   |
| 05 (7 april 2006)  | € 18.250 | 1.101.000   |
| 06 (14 april 2006) | € 15.000 | 1.120.000   |
| 07 (21 april 2006) | € 17.500 | 1.079.000   |
| 08 (28 april 2006) | € 23.125 | 1.102.000   |
| 09 (5 mei 2006)    | € 24.475 | 1.121.000   |
| 10 (12 mei 2006)   | € 24.475 | 1.147.000   |

## Seizoen 7
Locatie Thailand
Uitzendingen4 januari – 15 maart 2007 (tijdslot: donderdag 20.30 uur)
PresentatieKarel van de Graaf
Gewonnen bedrag€ 17.300
| Nr. | Deelnemer                        | Week 1 | Week 2 | Week 3 | Week 4 | Week 5 | Week 6 | Week 7 | Week 8 | Week 9 | Week 10 | Opmerking           |
| --- | -------------------------------- | ------ | ------ | ------ | ------ | ------ | ------ | ------ | ------ | ------ | ------- | ------------------- |
| Mol | Inge Ipenburg (actrice)          |        |        |        |        |        |        |        |        | Finale | Reünie  | De Mol              |
| 1   | Paul Rabbering (radio-dj)        |        |        | [ a ]  |        |        |        |        |        | Finale | Reünie  | Winnaar             |
| 2   | Renate Verbaan (presentatrice)   |        |        |        |        |        |        |        |        | Finale | Reünie  | Verliezend finalist |
| 2   | Eva van der Gucht (actrice)      |        |        |        |        |        |        |        |        | Finale | Reünie  | Verliezend finalist |
| 4   | Nadja Hüpscher (actrice)         |        |        |        |        |        |        |        |        |        | Reünie  | Afvaller 6          |
| 5   | Dick Jol (voetbalscheidsrechter) |        |        |        |        |        |        |        |        |        | Reünie  | Afvaller 5          |
| 6   | Alex Klaasen (cabaretier)        |        |        |        |        |        |        |        |        |        | Reünie  | Afvaller 4          |
| 7   | Menno Bentveld (presentator)     |        |        |        |        |        |        |        |        |        | Reünie  | Afvaller 3          |
| 8   | Liesbeth Kamerling (actrice)     |        |        |        |        |        |        |        |        |        | Reünie  | Afvaller 2          |
| 9   | Sander Lantinga (radio-dj)       |        |        |        |        |        |        |        |        |        | Reünie  | Afvaller 1          |

 Kandidaat moest deze aflevering het spel verlaten.
 Kandidaat is uit het spel.
 Kandidaat is nog in het spel.
 Kandidaat heeft een vrijstelling ingezet.
1. ↑  Paul Rabbering viel af in aflevering 3, maar kwam terug in aflevering 4.

Afleveringen
| Aflevering            | Pot      | Kijkcijfers |
| --------------------- | -------- | ----------- |
| 01 (4 januari 2007)   | € 4.300  | 1.358.000   |
| 02 (11 januari 2007)  | € 4.300  | 1.017.000   |
| 03 (18 januari 2007)  | € 7.300  | 1.329.000   |
| 04 (25 januari 2007)  | € 0      | 1.025.000   |
| 05 (1 februari 2007)  | € 2.000  | 1.102.000   |
| 06 (8 februari 2007)  | € 7.000  | 1.296.000   |
| 07 (15 februari 2007) | € 10.000 | 1.126.000   |
| 08 (22 februari 2007) | € 15.300 | 1.111.000   |
| 09 (1 maart 2007)     | € 15.300 | 1.249.000   |
| 10 (15 maart 2007)    | € 17.300 | 1.270.000   |

## Seizoen 8
Locatie Mexico
Uitzendingen3 januari – 6 maart 2008 (tijdslot: donderdag 20.30 uur)
PresentatiePieter Jan Hagens
Gewonnen bedrag€ 20.375
| Nr. | Deelnemer                          | Week 1 | Week 2 | Week 3 | Week 4 | Week 5 | Week 6 | Week 7 | Week 8 | Week 9 | Week 10 | Opmerking           |
| --- | ---------------------------------- | ------ | ------ | ------ | ------ | ------ | ------ | ------ | ------ | ------ | ------- | ------------------- |
| Mol | Dennis Weening (presentator)       |        |        |        |        |        |        |        |        | Finale | Reünie  | De Mol              |
| 1   | Edo Brunner (acteur/presentator)   |        |        |        |        |        |        |        |        | Finale | Reünie  | Winnaar             |
| 2   | Regina Romeijn (presentatrice)     |        |        |        |        |        |        |        |        | Finale | Reünie  | Verliezend finalist |
| 3   | Patrick Martens (acteur)           |        |        |        |        |        |        |        |        |        | Reünie  | Afvaller 7          |
| 4   | Dunya Khayame (actrice)            |        |        |        |        |        |        |        |        |        | Reünie  | Afvaller 6          |
| 5   | Joris Linssen (presentator)        |        |        |        |        |        |        |        |        |        | Reünie  | Afvaller 5          |
| 6   | Coen Swijnenberg (radio-dj)        |        |        |        |        |        |        |        |        |        | Reünie  | Afvaller 4          |
| 7   | Georgina Verbaan (actrice)         |        |        |        |        |        |        |        |        |        | Reünie  | Afvaller 3          |
| 8   | Annette van Trigt (presentatrice)  |        |        |        |        |        |        |        |        |        | Reünie  | Afvaller 2          |
| 9   | Nicolette Kluijver (presentatrice) |        |        |        |        |        |        |        |        |        | Reünie  | Afvaller 1          |

 Kandidaat moest deze aflevering het spel verlaten.
 Kandidaat is uit het spel.
 Kandidaat is nog in het spel.
 Kandidaat heeft een vrijstelling ingezet.
1. ↑  In aflevering 5 kreeg één kandidaat een vrijstelling. Indien degene met de vrijstelling (expres) de test het slechtst zou maken (en zodoende een rood scherm kreeg), hoefde er niemand naar huis.

Afleveringen
| Aflevering            | Pot      | Kijkcijfers |
| --------------------- | -------- | ----------- |
| 01 (3 januari 2008)   | € 2.750  | 1.922.000   |
| 02 (10 januari 2008)  | € 4.275  | 1.433.000   |
| 03 (17 januari 2008)  | € 7.025  | 1.468.000   |
| 04 (24 januari 2008)  | € 9.125  | 1.446.000   |
| 05 (31 januari 2008)  | € 10.625 | 1.553.000   |
| 06 (7 februari 2008)  | € 12.125 | 1.397.000   |
| 07 (14 februari 2008) | € 15.375 | 1.358.000   |
| 08 (21 februari 2008) | € 18.875 | 1.432.000   |
| 09 (28 februari 2008) | € 20.375 | 1.561.000   |
| 10 (6 maart 2008)     | € 20.375 | 1.563.000   |

 Op dat moment een nieuw kijkcijferrecord.

## Seizoen 9
Locatie Noord-Ierland,  Jordanië
Uitzendingen8 januari – 12 maart 2009 (tijdslot: donderdag 20.30 uur)
PresentatiePieter Jan Hagens
Gewonnen bedrag€ 22.650
| Nr. | Deelnemer                                      | Week 1 | Week 2 | Week 3 | Week 4 | Week 5 | Week 6 | Week 7 | Week 8 | Week 9 | Week 10 | Opmerking           |
| --- | ---------------------------------------------- | ------ | ------ | ------ | ------ | ------ | ------ | ------ | ------ | ------ | ------- | ------------------- |
| Mol | Jon van Eerd (acteur)                          |        |        |        |        |        |        |        |        | Finale | Reünie  | De Mol              |
| 1   | Vivienne van den Assem (actrice/presentatrice) |        |        |        |        |        |        |        |        | Finale | Reünie  | Winnaar             |
| 2   | Anniek Pheifer (actrice)                       |        | [ a ]  |        |        |        |        |        |        | Finale | Reünie  | Verliezend finalist |
| 3   | Dennis Storm (presentator)                     |        |        |        |        |        |        |        |        |        | Reünie  | Afvaller 7          |
| 4   | Rick Engelkes (acteur)                         |        |        |        |        |        |        |        |        |        | Reünie  | Afvaller 6          |
| 5   | Sebastiaan Labrie (acteur)                     |        |        |        |        |        |        |        |        |        | Reünie  | Afvaller 5          |
| 6   | Froukje Jansen (presentatrice)                 |        |        |        |        |        |        |        |        |        |         | Afvaller 4          |
| 7   | Paula Udondek (presentatrice)                  |        |        |        |        |        |        |        |        |        | Reünie  | Afvaller 3          |
| 8   | Hans Schiffers (radio-dj)                      |        |        |        |        |        |        |        |        |        | Reünie  | Afvaller 2          |
| 9   | Vera Mann (actrice)                            |        |        |        |        |        |        |        |        |        | Reünie  | Afvaller 1          |

 Kandidaat moest deze aflevering het spel verlaten.
 Kandidaat is uit het spel.
 Kandidaat is nog in het spel.
 Kandidaat heeft een vrijstelling ingezet.
1. ↑  Anniek kreeg in aflevering 2 een rood scherm, maar ze had vooraf een vrijstelling verdiend en ingeleverd, dus hoefde niemand naar huis.

Afleveringen
| Aflevering            | Pot      | Kijkcijfers |
| --------------------- | -------- | ----------- |
| 01 (8 januari 2009)   | € –2.000 | 1.541.000   |
| 02 (15 januari 2009)  | € 2.650  | 1.543.000   |
| 03 (22 januari 2009)  | € 5.850  | 1.369.000   |
| 04 (29 januari 2009)  | € 2.850  | 1.448.000   |
| 05 (5 februari 2009)  | € 8.950  | 1.390.000   |
| 06 (12 februari 2009) | € 16.300 | 1.330.000   |
| 07 (19 februari 2009) | € 20.300 | 1.234.000   |
| 08 (26 februari 2009) | € 20.700 | 1.110.000   |
| 09 (5 maart 2009)     | € 22.650 | 1.340.000   |
| 10 (12 maart 2009)    | € 22.650 | 1.331.000   |

## Seizoen 10
Locatie Japan
Uitzendingen7 januari – 25 maart 2010 (tijdslot: donderdag 20.30 uur)
PresentatiePieter Jan Hagens
Gewonnen bedrag€ 21.950
| Nr. | Deelnemer                              | Week 1 | Week 2 | Week 3 | Week 4 | Week 5 | Week 6 | Week 7 | Week 8 | Week 9 | Week 10 | Opmerking           |
| --- | -------------------------------------- | ------ | ------ | ------ | ------ | ------ | ------ | ------ | ------ | ------ | ------- | ------------------- |
| Mol | Kim Pieters (actrice)                  |        |        |        |        |        |        |        |        | Finale | Reünie  | De Mol              |
| 1   | Frits Sissing (presentator)            |        |        |        |        |        |        |        |        | Finale | Reünie  | Winnaar             |
| 2   | Sanne Vogel (actrice)                  |        |        |        |        |        |        |        |        | Finale | Reünie  | Verliezend finalist |
| 3   | Erik van der Hoff (presentator/zanger) |        |        |        |        |        |        |        |        |        | Reünie  | Afvaller 7          |
| 4   | Arjen Lubach (presentator)             |        |        |        |        |        |        |        |        |        | Reünie  | Afvaller 6          |
| 5   | Hind Laroussi (zangeres)               |        |        |        |        |        |        |        |        |        | Reünie  | Afvaller 5          |
| 6   | Barbara Barend (presentatrice)         |        |        |        |        |        |        |        |        |        | Reünie  | Afvaller 4          |
| 7   | Manuel Venderbos (presentator)         |        |        | [ c ]  |        |        |        |        |        |        | Reünie  | Afvaller 3          |
| 8   | Tim Akkerman (zanger)                  |        |        |        |        |        |        |        |        |        | Reünie  | Afvaller 2          |
| 9   | Loretta Schrijver (presentatrice)      |        |        |        |        |        |        |        |        |        | Reünie  | Afvaller 1          |

 Kandidaat moest deze aflevering het spel verlaten.
 Kandidaat is uit het spel.
 Kandidaat is nog in het spel.
 Kandidaat heeft een vrijstelling ingezet.
 Kandidaat kreeg geen scherm te zien (en is dus automatisch door, ongeacht de uitkomst van de test).
1. ↑  Alle kandidaten konden ervoor kiezen om het scherm niet te zien (en dus automatisch door te zijn), dit kostte wel € 1.000 per kandidaat uit de pot. Alleen Arjen koos ervoor de pot te sparen en zag zijn scherm groen kleuren. Er ging deze aflevering niemand naar huis, maar dit kostte € 4.000.
2. ↑  Frits Sissing won door de laatste test 52 seconden sneller te doen dan Sanne Vogel.
3. ↑  Manuel Venderbos verliet wegens ziekte het programma.

Afleveringen
| Aflevering            | Pot      | Kijkcijfers |
| --------------------- | -------- | ----------- |
| 01 (7 januari 2010)   | € 3.000  | 1.912.000   |
| 02 (14 januari 2010)  | € 5.500  | 1.637.000   |
| 03 (21 januari 2010)  | € 5.500  | 1.373.000   |
| 04 (28 januari 2010)  | € 8.300  | 1.706.000   |
| 05 (4 februari 2010)  | € 12.900 | 1.574.000   |
| 06 (11 februari 2010) | € 11.400 | 1.698.000   |
| 07 (4 maart 2010)     | € 11.400 | 1.348.000   |
| 08 (11 maart 2010)    | € 13.900 | 1.366.000   |
| 09 (18 maart 2010)    | € 18.950 | 1.554.000   |
| 10 (25 maart 2010)    | € 21.950 | 1.460.000   |

1. ↑  Aflevering 3 was eenmalig in een ander tijdslot (22.10 uur) in verband met Nederland Helpt Haïti.
2. ↑  Tussen 11 februari en 4 maart waren er twee weken geen uitzendingen vanwege de Olympische Spelen in Vancouver.

## Seizoen 11
Locatie El Salvador,  Nicaragua
Uitzendingen6 januari – 17 maart 2011 (tijdslot: donderdag 20.30 uur)
PresentatiePieter Jan Hagens
Gewonnen bedrag€ 19.540
| Nr. | Deelnemer                            | Week 1 | Week 2 | Week 3 | Week 4 | Week 5 | Week 6 | Week 7 | Week 8 | Week 9 | Week 10 | Week 11 | Opmerking           |
| --- | ------------------------------------ | ------ | ------ | ------ | ------ | ------ | ------ | ------ | ------ | ------ | ------- | ------- | ------------------- |
| Mol | Patrick Stoof (acteur)               |        |        |        |        |        |        |        |        |        | Finale  | Reünie  | De Mol              |
| 1   | Art Rooijakkers (presentator)        |        |        |        |        |        |        |        |        |        | Finale  | Reünie  | Winnaar             |
| 2   | Soundos El Ahmadi (stand-upcomedian) |        |        |        |        |        |        |        |        |        | Finale  | Reünie  | Verliezend finalist |
| 3   | Karin de Groot (presentatrice)       |        |        |        |        |        |        |        |        |        | [ c ]   | Reünie  | Afvaller 7          |
| 4   | Anna Drijver (actrice)               |        |        |        |        |        |        |        |        |        |         | Reünie  | Afvaller 6          |
| 5   | Pepijn Gunneweg (acteur/presentator) |        |        |        |        |        |        |        |        |        |         | Reünie  | Afvaller 5          |
| 6   | Jan Kooijman (acteur)                |        |        |        |        |        |        |        |        |        |         | Reünie  | Afvaller 4          |
| 7   | Miryanna van Reeden (actrice)        |        |        |        |        |        |        |        |        |        |         | Reünie  | Afvaller 3          |
| 8   | Horace Cohen (acteur)                |        |        |        |        |        |        |        |        |        |         | Reünie  | Afvaller 2          |
| 9   | Hanna Bervoets (schrijver)           |        |        |        |        |        |        |        |        |        |         | Reünie  | Afvaller 1          |

 Kandidaat moest deze aflevering het spel verlaten.
 Kandidaat is uit het spel.
 Kandidaat is nog in het spel.
 Kandidaat heeft een vrijstelling ingezet.
 Kandidaat kreeg geen scherm te zien (en is dus automatisch door, ongeacht de uitkomst van de test).
1. ↑  Pepijn had een vrijstelling, maar mocht kiezen of iedereen mee mocht naar week 2 of dat er iemand moest vertrekken. Hij koos ervoor dat iedereen mee mocht naar week 2, dus er werd geen rood scherm getoond.
2. ↑  De kandidaten konden in week 6 kiezen of moesten loten wie zijn scherm zou zien en wie niet. Er moesten drie schermen getoond worden. Pepijn koos er zelf voor om zijn scherm te zien, Karin en Soundos kwamen uit de loting. Geen van hen kreeg een rood scherm te zien, dus er viel niemand af.
3. ↑  In de test van week 9 zaten een aantal vragen die betrekking hadden op de toekomst; ze gingen over een opdracht die nog moest plaatsvinden en dit was pas in week 10. Pas na deze opdracht was de executie en toen viel Karin af. De finale werd gedaan door Soundos, Patrick en Art.

Afleveringen
| Aflevering            | Titel                 | Pot      | Kijkcijfers |
| --------------------- | --------------------- | -------- | ----------- |
| 01 (6 januari 2011)   | Kleur Bekennen        | € 6.100  | 1.973.000   |
| 02 (13 januari 2011)  | Allemaal Theater      | € 9.100  | 1.649.000   |
| 03 (20 januari 2011)  | Verdeel en Heers      | € 9.240  | 1.880.000   |
| 04 (27 januari 2011)  | Iets is wat het lijkt | € 9.240  | 1.751.000   |
| 05 (3 februari 2011)  | Land in Zicht         | € 13.490 | 1.842.000   |
| 06 (10 februari 2011) | Lot in Eigen Handen   | € 15.690 | 1.675.000   |
| 07 (17 februari 2011) | Tand om Tand          | € 17.590 | 1.563.000   |
| 08 (24 februari 2011) | Het is Zover          | € 18.840 | 1.699.000   |
| 09 (3 maart 2011)     | Helderziend           | € 20.140 | 1.785.000   |
| 10 (10 maart 2011)    | Femmes Fatales        | € 22.540 | 1.834.000   |
| 11 (17 maart 2011)    | Wie is de Mol?        | € 19.540 | 1.954.000   |

 Op dat moment een nieuw kijkcijferrecord.

## Seizoen 12
Locatie IJsland,  Spanje
Uitzendingen5 januari – 8 maart 2012 (tijdslot: donderdag 20.30 uur)
PresentatieArt Rooijakkers
Gewonnen bedrag€ 12.601
| Nr. | Deelnemer                          | Week 1 | Week 2 | Week 3 | Week 4 | Week 5 | Week 6 | Week 7 | Week 8 | Week 9 | Week 10 | Opmerking           |
| --- | ---------------------------------- | ------ | ------ | ------ | ------ | ------ | ------ | ------ | ------ | ------ | ------- | ------------------- |
| Mol | Anne-Marie Jung (actrice/zangeres) |        |        |        |        |        |        |        |        | Finale | Reünie  | De Mol              |
| 1   | Hadewych Minis (actrice/zangeres)  |        |        |        |        |        |        |        |        | Finale | Reünie  | Winnaar             |
| 2   | Liesbeth Staats (presentatrice)    |        |        |        |        |        |        |        |        | Finale | Reünie  | Verliezend finalist |
| 3   | Tim Kamps (cabaretier)             |        |        |        |        |        |        |        |        |        | Reünie  | Afvaller 7          |
| 4   | William Spaaij (acteur)            |        |        |        |        |        |        |        |        |        | Reünie  | Afvaller 6          |
| 5   | Frits Huffnagel (politicus)        |        |        |        |        |        |        |        |        |        | Reünie  | Afvaller 5          |
| 6   | Marit van Bohemen (presentatrice)  |        |        |        |        |        |        |        |        |        | Reünie  | Afvaller 4          |
| 7   | Maarten van der Weijden (zwemmer)  |        |        |        |        |        |        |        |        |        | Reünie  | Afvaller 3          |
| 8   | Dio Braaf (rapper)                 |        |        |        |        |        |        |        |        |        | Reünie  | Afvaller 2          |
| 9   | Marion Pauw (schrijfster)          |        |        |        |        |        |        |        |        |        | Reünie  | Afvaller 1          |

 Kandidaat moest deze aflevering het spel verlaten.
 Kandidaat is uit het spel.
 Kandidaat is nog in het spel.
 Kandidaat heeft een vrijstelling ingezet.
 Kandidaat kreeg geen scherm te zien (en is dus automatisch door, ongeacht de uitkomst van de test).
1. ↑  Na onderhandelingen werd besloten dat niemand in week 4 naar huis moest, maar de pot werd hierdoor volledig leeggetrokken.
2. ↑  Deze finale was een bijzondere finale. Voor het eerst in de geschiedenis van Wie is de Mol? stonden er drie mensen van hetzelfde geslacht in de finale, in dit geval drie vrouwen.

Afleveringen
| Aflevering            | Titel                     | Pot      | Kijkcijfers | Marktaandeel | Plek in top 25 |
| --------------------- | ------------------------- | -------- | ----------- | ------------ | -------------- |
| 01 (5 januari 2012)   | De eerste twee uur        | € −500   | 2.136.000   | 28,8%        | 2              |
| 02 (12 januari 2012)  | In de min                 | € 2.500  | 1.855.000   | 26,6%        | 1              |
| 03 (19 januari 2012)  | Geen Toneel               | € 8.300  | 1.857.000   | 26,5%        | 1              |
| 04 (26 januari 2012)  | Iemand Anders             | € 0      | 1.540.000   | 21,6%        | 2              |
| 05 (2 februari 2012)  | Van achter naar voren     | € 3.600  | 1.621.000   | 22,7%        | 3              |
| 06 (9 februari 2012)  | Rookgordijn               | € 8.100  | 1.625.000   | 22,3%        | 2              |
| 07 (16 februari 2012) | Zelfkennis                | € 8.100  | 1.581.000   | 22,3%        | 2              |
| 08 (23 februari 2012) | Tim, Anne-Marie, Liesbeth | € 10.101 | 1.554.000   | 22,2%        | 1              |
| 09 (1 maart 2012)     | JA, NEE ... NEE, JA       | € 12.601 | 1.915.000   | 27,3%        | 1              |
| 10 (8 maart 2012)     | Maar een in Spanje        | € 12.601 | 2.105.000   | 28,3%        | 1              |

 Op dat moment een nieuw kijkcijferrecord.
1. ↑  In principe werd er € 3.000 gewonnen met de laatste opdracht uit aflevering 2, maar er was een schuld van € −500; dit schuldbewijs had penningmeester Maarten verscheurd. Presentator Art had dit echter door en verscheurde vijfhonderd euro van de winst.

## Seizoen 13
Nieuw in seizoen 2013 is dat er elke aflevering via internet een voor- en nabeschouwing werd gegeven. Deze "Moltalk" werd gepresenteerd door oud-deelnemer Arjen Lubach, samen met een wekelijks verschillende gast.
Locatie Zuid-Afrika
Uitzendingen3 januari – 7 maart 2013 (tijdslot: donderdag 20.30 uur)
PresentatieArt Rooijakkers
Gewonnen bedrag€ 17.120
| Nr. | Deelnemer                                    | Week 1 | Week 2 | Week 3 | Week 4 | Week 5 | Week 6 | Week 7 | Week 8 | Week 9 | Week 10 | Opmerking           |
| --- | -------------------------------------------- | ------ | ------ | ------ | ------ | ------ | ------ | ------ | ------ | ------ | ------- | ------------------- |
| Mol | Kees Tol (acteur/presentator)                |        |        |        |        |        |        |        |        | Finale | Reünie  | De Mol              |
| 1   | Paulien Cornelisse (schrijfster/cabaretière) |        |        |        |        |        |        |        |        | Finale | Reünie  | Winnaar             |
| 2   | Carolien Borgers (cabaretière)               |        |        |        |        |        |        |        |        | Finale | Reünie  | Verliezend finalist |
| 3   | Zarayda Groenhart (presentatrice)            |        |        |        |        |        |        |        |        |        | Reünie  | Afvaller 7          |
| 4   | Daniël Boissevain (acteur)                   |        |        |        |        |        |        |        |        |        | Reünie  | Afvaller 6          |
| 5   | Tania Kross (operazangeres)                  |        |        |        | [ b ]  |        |        |        |        |        | Reünie  | Afvaller 5          |
| 6   | Tim Haars (acteur/presentator)               |        |        | [ c ]  |        |        |        |        |        |        | Reünie  | Afvaller 4          |
| 7   | Janine Abbring (presentatrice)               |        |        | [ d ]  |        |        |        |        |        |        | Reünie  | Afvaller 3          |
| 8   | Joep van Deudekom (cabaretier/presentator)   |        |        |        |        |        |        |        |        |        | Reünie  | Afvaller 2          |
| 9   | Ewout Genemans (acteur/presentator)          |        |        |        |        |        |        |        |        |        | Reünie  | Afvaller 1          |

 Kandidaat moest deze aflevering het spel verlaten.
 Kandidaat is uit het spel.
 Kandidaat is nog in het spel.
 Kandidaat heeft een vrijstelling ingezet.
 Kandidaat kreeg geen scherm te zien (en is dus automatisch door, ongeacht de uitkomst van de test).
1. ↑  De kandidaten moesten in aflevering 4 uit twee kaarten een kaart trekken. Als ze de groene kaart trokken mochten ze beslissen welke andere kandidaat zijn scherm niet hoefde te zien, bij de rode kaart welke kandidaat zijn scherm juist wel moest zien. Uiteindelijk trok alleen Tania een rode kaart, ze koos voor Kees. Hij was de enige die zijn scherm zag, omdat dit groen kleurde hoefde niemand naar huis.
2. ↑  Tania zou zijn afgevallen in deze aflevering als zij in de executie haar scherm te zien zou krijgen.
3. ↑  Tim Haars viel af in aflevering 3, maar kwam terug in aflevering 4.
4. ↑  Janine Abbring moest haar deelname noodgedwongen afbreken na een ongeluk tijdens een opdracht. De opnames gingen door.

Afleveringen
| Aflevering            | Titel                  | Pot      | Kijkcijfers | Marktaandeel | Plek in top 25 |
| --------------------- | ---------------------- | -------- | ----------- | ------------ | -------------- |
| 01 (3 januari 2013)   | Het verlossende woord  | € 800    | 2.070.000   | 27,8%        | 2              |
| 02 (10 januari 2013)  | Spiegelbeeld           | € 4.050  | 2.153.000   | 29,9%        | 1              |
| 03 (17 januari 2013)  | Tunnelvisie            | € 5.550  | 2.189.000   | 29,4%        | 1              |
| 04 (24 januari 2013)  | Anders dan anders      | € 6.230  | 2.074.000   | 29,2%        | 1              |
| 05 (31 januari 2013)  | Fluister en huiver     | € 10.070 | 2.224.000   | 30,7%        | 1              |
| 06 (7 februari 2013)  | Horen, zien en zwijgen | € 11.320 | 1.979.000   | 27,4%        | 1              |
| 07 (14 februari 2013) | Een ontwikkeling       | € 11.820 | 1.898.000   | 24,8%        | 1              |
| 08 (21 februari 2013) | In het kader van       | € 15.420 | 1.884.000   | 28,3%        | 1              |
| 09 (28 februari 2013) | Trust nobody           | € 18.870 | 2.265.000   | 30,6%        | 1              |
| 10 (7 maart 2013)     | Wie is de Mol?         | € 17.120 | 2.579.000   | 33,6%        | 1              |

 Op dat moment een nieuw kijkcijferrecord.
1. ↑  Aan het eind van aflevering 9 leek het eindbedrag van de pot te staan op € 18.870. De Mol had echter in de laatste opdracht, zo bleek in aflevering 10, de barman de opdracht gegeven de kandidaten ook bij een fout antwoord € 250 te geven. Echter kwam het geld dat de kandidaten kregen bij een fout antwoord gewoon uit de pot. Zelf liet hij zich bij een goed antwoord ook uitbetalen met geld uit de pot. Zo probeerde hij zand in de ogen van de kandidaten te strooien. Het eindbedrag stond hierdoor maar op € 17.120.

## Seizoen 14
Net zoals in seizoen 13 was er rondom elke aflevering via internet een "Moltalk", dit seizoen gepresenteerd door oud-deelnemer Arjen Lubach, Mol van het vorige seizoen Kees Tol, en een aantal wekelijks verschillende gasten.
Locatie Hongkong,  Filipijnen
Uitzendingen2 januari – 20 maart 2014 (tijdslot: donderdag 20.30 uur)
PresentatieArt Rooijakkers
Gewonnen bedrag€ 16.700
| Nr. | Deelnemer                         | Week 1 | Week 2 | Week 3 | Week 4 | Week 5 | Week 6 | Week 7 | Week 8 | Week 9 | Week 9 | Week 10 | Opmerking           |
| --- | --------------------------------- | ------ | ------ | ------ | ------ | ------ | ------ | ------ | ------ | ------ | ------ | ------- | ------------------- |
| Mol | Susan Visser (actrice)            |        |        |        |        |        |        |        |        |        | Finale | Reünie  | De Mol              |
| 1   | Sofie van den Enk (presentatrice) |        |        |        |        |        |        |        |        |        | Finale | Reünie  | Winnaar             |
| 2   | Freek Bartels (acteur)            |        |        |        |        |        |        |        |        |        | Finale | Reünie  | Verliezend finalist |
| 3   | Tygo Gernandt (acteur)            |        |        |        |        |        |        |        |        |        |        | Reünie  | Afvaller 7          |
| 4   | Jan-Willem Roodbeen (radio-dj)    |        |        |        |        |        |        |        |        |        |        | Reünie  | Afvaller 6          |
| 5   | Aaf Brandt Corstius (schrijfster) |        |        |        |        |        |        |        |        |        |        | Reünie  | Afvaller 5          |
| 6   | Jennifer Hoffman (actrice)        |        |        |        |        |        |        |        |        |        |        | Reünie  | Afvaller 4          |
| 7   | Daphne Bunskoek (presentatrice)   |        |        |        |        |        |        |        |        |        |        | Reünie  | Afvaller 3          |
| 8   | Owen Schumacher (presentator)     |        |        |        |        |        |        |        |        |        |        | Reünie  | Afvaller 2          |
| 9   | Maurice Lede (presentator)        |        |        |        |        |        |        |        |        |        |        | Reünie  | Afvaller 1          |

 Kandidaat moest deze aflevering het spel verlaten.
 Kandidaat is uit het spel.
 Kandidaat is nog in het spel.
 Kandidaat heeft een vrijstelling ingezet.
 Kandidaat kreeg geen scherm te zien (en is dus automatisch door, ongeacht de uitkomst van de test).
1. 1 2  In afleveringen 2 en 5 werd een zwarte vrijstelling ingezet, hierdoor werden alle ingezette vrijstellingen en jokers ongeldig verklaard.
2. ↑  In aflevering 7 zette Susan na het groene scherm van Jan-Willem een groepsvrijstelling in, waardoor de rest van de executie niet doorging.
3. ↑  In aflevering 9 waren er twee tests, na de eerste test viel Tygo af en Freek had een vrijstelling.

Afleveringen
| Aflevering            | Titel                  | Pot                            | Kijkcijfers | Marktaandeel | Plek in top 25 |
| --------------------- | ---------------------- | ------------------------------ | ----------- | ------------ | -------------- |
| 01 (2 januari 2014)   | Schijnbeweging         | 00.€ 400                       | 2.455.000   | 31,0%        | 1              |
| 02 (9 januari 2014)   | Vindingrijk            | 0€ 2.400                       | 2.344.000   | 30,3%        | 2              |
| 03 (16 januari 2014)  | Een zware keuze        | 0€ 1.000 (€ 2.400 in bewaring) | 2.260.000   | 30,3%        | 1              |
| 04 (23 januari 2014)  | Jennifer               | 0€ 2.200 (€ 2.750 in bewaring) | 2.425.000   | 32,5%        | 1              |
| 05 (30 januari 2014)  | Een heilige aanwijzing | 00.€ 500 (€ 6.950 in bewaring) | 2.486.000   | 33,4%        | 1              |
| 06 (6 februari 2014)  | 5 op een rij           | 0€ 2.500 (€ 8.700 in bewaring) | 2.383.000   | 31,3%        | 1              |
| 07 (27 februari 2014) | ...moet je zien        | 0€ 4.750 (€ 8.700 in bewaring) | 2.278.000   | 31,4%        | 1              |
| 08 (6 maart 2014)     | De lachende derde      | 0€ 6.250 (€ 8.700 in bewaring) | 2.338.000   | 31,9%        | 1              |
| 09 (13 maart 2014)    | Iets kan gebeuren      | € 15.950                       | 2.527.000   | 33,6 %       | 1              |
| 10 (20 maart 2014)    | Wie is de Mol?         | € 16.700                       | 3.148.000   | 40,7%        | 1              |

 Op dat moment een nieuw kijkcijferrecord.
1. ↑  Tussen 7 en 23 februari waren er twee weken geen uitzendingen vanwege de Olympische Spelen in Sotsji.

## Seizoen 15
Locatie Sri Lanka
Uitzendingen1 januari – 5 maart 2015 (tijdslot: donderdag 20.30 uur)
PresentatieArt Rooijakkers
Gewonnen bedrag€ 10.500
| Nr. | Deelnemer                               | Week 1 | Week 2 | Week 3 | Week 4 | Week 5 | Week 6 | Week 7 | Week 8 | Week 9 | Week 9 | Week 10 | Opmerking           |
| --- | --------------------------------------- | ------ | ------ | ------ | ------ | ------ | ------ | ------ | ------ | ------ | ------ | ------- | ------------------- |
| Mol | Margriet van der Linden (presentatrice) |        |        |        |        |        |        |        |        |        | Finale | Reünie  | De Mol              |
| 1   | Rik van de Westelaken (presentator)     |        |        |        |        |        |        |        |        |        | Finale | Reünie  | Winnaar             |
| 2   | Marlijn Weerdenburg (actrice)           |        |        |        |        |        |        |        |        |        | Finale | Reünie  | Verliezend finalist |
| 3   | Chris Zegers (presentator)              |        |        |        |        |        |        |        |        |        |        | Reünie  | Afvaller 7          |
| 4   | Martine Sandifort (cabaretière/actrice) |        |        |        |        |        |        |        |        |        |        | Reünie  | Afvaller 6          |
| 5   | Carolina Dijkhuizen (zangeres/actrice)  |        |        |        |        |        |        |        |        |        |        | Reünie  | Afvaller 5          |
| 6   | Viktor Brand (presentator)              |        |        |        |        |        |        |        |        |        |        | Reünie  | Afvaller 4          |
| 7   | Ajouad El Miloudi (presentator)         |        |        |        |        |        |        |        |        |        |        | Reünie  | Afvaller 3          |
| 8   | Evelien Bosch (presentatrice)           |        |        |        |        |        |        |        |        |        |        | Reünie  | Afvaller 2          |
| 9   | Pieter Derks (cabaretier)               |        |        |        |        |        |        |        |        |        |        | Reünie  | Afvaller 1          |

 Kandidaat moest deze aflevering het spel verlaten.
 Kandidaat is uit het spel.
 Kandidaat is nog in het spel.
 Kandidaat heeft een vrijstelling ingezet.
 Kandidaat kreeg geen scherm te zien (en is dus automatisch door, ongeacht de uitkomst van de test).
1. ↑  In aflevering 4 werd een zwarte vrijstelling ingezet, hierdoor werden alle ingezette vrijstellingen en jokers ongeldig verklaard.
2. ↑  In aflevering 7 trok Rik een groene kaart na het voorstel van Art, hierdoor gingen alle kandidaten door naar de volgende aflevering.
3. ↑  In aflevering 9 waren er twee tests, na de eerste test viel Chris af.

Afleveringen
| Aflevering            | Titel              | Pot      | Kijkcijfers | Marktaandeel | Plek in top 25 | Totaal kijkers |
| --------------------- | ------------------ | -------- | ----------- | ------------ | -------------- | -------------- |
| 01 (1 januari 2015)   | Lezen en schrijven | € 0      | 2.486.000   | 27,7%        | 2              | 2.950.000      |
| 02 (8 januari 2015)   | Scheepsrecht       | € 2.900  | 2.609.000   | 34,2%        | 2              | 3.026.000      |
| 03 (15 januari 2015)  | Verraden           | € 3.000  | 2.439.000   | 32,9%        | 1              | 2.915.000      |
| 04 (22 januari 2015)  | M acht             | € 4.500  | 2.309.000   | 30,6%        | 1              | 2.726.000      |
| 05 (30 januari 2015)  | Schaalvergroting   | € 6.000  | 2.078.000   | 26,7%        | 2              | 2.538.000      |
| 06 (5 februari 2015)  | Kantelen           | € 6.500  | 2.427.000   | 32,7%        | 1              | 2.827.000      |
| 07 (12 februari 2015) | Spoorloos          | € 5.750  | 2.199.000   | 30,6%        | 1              | 2.649.000      |
| 08 (19 februari 2015) | Onderaan           | € 8.000  | 2.119.000   | 28,1%        | 1              | 2.562.000      |
| 09 (26 februari 2015) | Zinloos            | € 10.500 | 2.012.000   | 27,7%        | 3              | 2.496.000      |
| 10 (5 maart 2015)     | Wie is de Mol?     | € 10.500 | 3.359.000   | 43,9%        | 1              | 3.617.000      |

 Op dat moment een nieuw kijkcijferrecord.
1. ↑  Aantal kijkers inclusief uitgesteld kijken.
2. ↑  Vanwege een incident bij het NOS Journaal kon Wie is de Mol? niet op donderdag 29 januari worden uitgezonden. De uitzending werd verplaatst naar vrijdag 30 januari.[1]

## Seizoen 16
Locatie Dominicaanse Republiek
Uitzendingen2 januari – 5 maart 2016 (tijdslot: zaterdag 20.30 uur)
PresentatieArt Rooijakkers
Gewonnen bedrag€ 13.020
| Nr. | Deelnemer                        | Week 1 | Week 2 | Week 3 | Week 4 | Week 5 | Week 6 | Week 7 | Week 8 | Week 9 | Week 10 | Opmerking           |
| --- | -------------------------------- | ------ | ------ | ------ | ------ | ------ | ------ | ------ | ------ | ------ | ------- | ------------------- |
| Mol | Klaas van Kruistum (presentator) |        |        |        |        |        |        |        |        | Finale | Reünie  | De Mol              |
| 1   | Tim Hofman (presentator)         |        |        |        |        |        |        |        |        | Finale | Reünie  | Winnaar             |
| 2   | Annemieke Schollaardt (radio-dj) |        |        |        |        |        |        |        |        | Finale | Reünie  | Verliezend finalist |
| 3   | Taeke Taekema (hockeyer)         |        |        |        |        |        |        |        |        |        | Reünie  | Afvaller 7          |
| 4   | Rop Verheijen (acteur)           |        |        |        |        |        |        |        |        |        | Reünie  | Afvaller 6          |
| 5   | Cécile Narinx (journaliste)      |        |        |        |        |        |        |        |        |        | Reünie  | Afvaller 5          |
| 6   | Marjolein Keuning (actrice)      |        |        |        |        |        |        |        |        |        | Reünie  | Afvaller 4          |
| 7   | Ellie Lust (politiewoordvoerder) |        |        |        |        |        |        |        |        |        | Reünie  | Afvaller 3          |
| 8   | Remy van Kesteren (muzikant)     |        |        |        |        |        |        |        |        |        | Reünie  | Afvaller 2          |
| 9   | Airen Mylene (presentatrice)     |        |        |        |        |        |        |        |        |        | Reünie  | Afvaller 1          |

 Kandidaat moest deze aflevering het spel verlaten.
 Kandidaat is uit het spel.
 Kandidaat is nog in het spel.
 Kandidaat heeft een vrijstelling ingezet.
 Kandidaat kreeg geen scherm te zien (en is dus automatisch door, ongeacht de uitkomst van de test).
1. ↑  In aflevering 1 werd op basis van een eerdere opdracht tijdens de executie bepaald welke mensen hun scherm niet hoefden te zien, op basis van de opdracht waren dit er 7. Alleen Annemieke, Klaas en Rop moesten hun scherm zien.
2. ↑  In aflevering 7 werd een zwarte vrijstelling ingezet, hierdoor werden alle ingezette vrijstellingen en jokers ongeldig verklaard. In deze aflevering viel Rop af op tijd.[2]

Afleveringen
| Aflevering            | Titel                         | Pot      | Kijkcijfers | Marktaandeel | Plek in top 25 | Totaal kijkers |
| --------------------- | ----------------------------- | -------- | ----------- | ------------ | -------------- | -------------- |
| 01 (2 januari 2016)   | Wijsmaken                     | € 1.000  | 2.163.000   | 27,7%        | 2              | 2.806.000      |
| 02 (9 januari 2016)   | Het laatste woord, letterlijk | € 1.700  | 1.844.000   | 26,0%        | 3              | 2.478.000      |
| 03 (16 januari 2016)  | Wie schrijft die blijft       | € 1.810  | 2.059.000   | 30,2%        | 2              | 2.707.000      |
| 04 (23 januari 2016)  | Minder dan je denkt           | € 4.310  | 1.987.000   | 27,6%        | 1              | 2.663.000      |
| 05 (30 januari 2016)  | 3 al weg, 7 over              | € 5.910  | 1.935.000   | 34,1%        | 1              | 2.620.000      |
| 06 (6 februari 2016)  | Misplaatst                    | € 6.310  | 2.118.000   | 30,8%        | 1              | 2.769.000      |
| 07 (13 februari 2016) | Iets is niets                 | € 6.770  | 2.101.000   | 28,9%        | 1              | 2.485.000      |
| 08 (20 februari 2016) | Min of meer uitzonderlijk     | € 12.370 | 1.993.000   | 27,9%        | 1              | 2.618.000      |
| 09 (27 februari 2016) | Fotofinish                    | € 13.020 | 1.967.000   | 28,2%        | 1              | 2.430.000      |
| 10 (5 maart 2016)     | Wie is de Mol?                | € 13.020 | 2.982.000   | 39,4%        | 1              | 3.325.000      |

1. ↑  Aantal kijkers inclusief uitgesteld kijken.

## Seizoen 17
Locatie Verenigde Staten  (Oregon)
Uitzendingen7 januari – 11 maart 2017 (tijdslot: zaterdag 20.30 uur)
PresentatieArt Rooijakkers
Gewonnen bedrag€ 24.320
| Nr. | Deelnemer                              | Week 1 | Week 2 | Week 3 | Week 4 | Week 5 | Week 6 | Week 7 | Week 8 | Week 9 | Week 10 | Opmerking           |
| --- | -------------------------------------- | ------ | ------ | ------ | ------ | ------ | ------ | ------ | ------ | ------ | ------- | ------------------- |
| Mol | Thomas Cammaert (acteur)               |        |        |        |        |        |        |        |        | Finale | Reünie  | De Mol              |
| 1   | Sanne Wallis de Vries (cabaretière)    |        |        |        |        |        |        |        |        | Finale | Reünie  | Winnaar             |
| 2   | Jochem van Gelder (presentator)        |        |        |        |        |        |        |        |        | Finale | Reünie  | Verliezend finalist |
| 3   | Diederik Jekel (wetenschapsjournalist) |        |        |        |        |        |        |        |        | [ c ]  | Reünie  | Afvaller 7          |
| 4   | Imanuelle Grives (actrice)             |        |        |        |        |        |        |        |        |        | Reünie  | Afvaller 6          |
| 5   | Jeroen Kijk in de Vegte (radio-dj)     |        |        |        |        |        |        |        |        |        | Reünie  | Afvaller 5          |
| 6   | Sigrid ten Napel (actrice)             |        |        |        |        |        |        |        |        |        |         | Afvaller 4          |
| 7   | Roos Schlikker (columniste)            |        |        |        |        |        |        |        |        |        | Reünie  | Afvaller 3          |
| 8   | Yvonne Coldeweijer (vlogger)           |        |        |        |        |        |        |        |        |        | Reünie  | Afvaller 2          |
| 9   | Vincent Vianen (danser)                |        |        |        |        |        |        |        |        |        | Reünie  | Afvaller 1          |

 Kandidaat moest deze aflevering het spel verlaten.
 Kandidaat is uit het spel.
 Kandidaat is nog in het spel.
 Kandidaat heeft een vrijstelling ingezet.
 Kandidaat kreeg geen scherm te zien (en is dus automatisch door, ongeacht de uitkomst van de test).
1. ↑  Thomas, Roos, Vincent en Jeroen mochten in Portland vrijstellingen gaan zoeken op een brug. vervolgens vroeg Art of de kandidaten bereid waren om de vrijstelling in te leveren voor een groepsvrijstelling. Vincent zei nee, de rest ja. de andere mochten een van de kandidaten met een vrijstelling afpakken. dit was Vincent, die toch zijn vrijstelling inzette, en hij zag het rode scherm en moest naar huis.
2. ↑  Omdat Imanuelle het meeste geld binnenhaalde in de laatste opdracht, hoefde zij haar scherm niet te zien. Ook mocht zij twee kandidaten uitkiezen die hun scherm ook niet te zien kregen. Zij koos voor Jochem en Diederik. Sanne en Thomas kregen dus wel hun scherm te zien, en omdat beide schermen groen waren hoefde er deze week niemand naar huis. Jochem had geluk want hij had de test als slechtst gemaakt
3. ↑  De executie van week 8 werd pas in week 9 getoond. Tijdens deze executie had Jochem een vrijstelling en viel Diederik af. De finale werd gedaan door Jochem, Sanne en Thomas.

Afleveringen
| Aflevering            | Titel              | Pot      | Kijkcijfers | Marktaandeel | Plek in top 25 | Totaal kijkers |
| --------------------- | ------------------ | -------- | ----------- | ------------ | -------------- | -------------- |
| 01 (7 januari 2017)   | ...zo gedaan       | € 2.500  | 2.882.000   | 38,0%        | 1              | 3.589.000      |
| 02 (14 januari 2017)  | Meegaand           | € 4.200  | 2.493.000   | 34,0%        | 1              | 3.076.000      |
| 03 (21 januari 2017)  | Einde verhaal      | € 6.330  | 2.393.000   | 32,1%        | 1              | 3.091.000      |
| 04 (28 januari 2017)  | Meer dan normaal   | € 1.280  | 2.366.000   | 32,7%        | 1              | 3.048.000      |
| 05 (4 februari 2017)  | Teugels in handen  | € 3.880  | 2.597.000   | 34,7%        | 1              | 3.254.000      |
| 06 (11 februari 2017) | Wijzer worden?     | € 6.910  | 2.286.000   | 32,1%        | 1              | 3.052.000      |
| 07 (18 februari 2017) | Verblinden         | € 10.310 | 2.470.000   | 33,6%        | 1              | 3.129.000      |
| 08 (25 februari 2017) | Raam taal          | € 12.010 | 2.238.000   | 31,5%        | 1              | 3.017.000      |
| 09 (4 maart 2017)     | Het einde in zicht | € 12.160 | 2.631.000   | 35,3%        | 1              | 3.145.000      |
| 10 (11 maart 2017)    | Finale             | € 24.320 | 2.999.000   | 41,4%        | 1              | 3.392.000      |

1. ↑  Aantal kijkers inclusief uitgesteld kijken.
2. ↑  Als de winnaar van de laatste opdracht ook de winnaar van Wie is de Mol? 2017 zou zijn zou de pot verdubbeld worden. Sanne won de opdracht en werd ook de winnaar van Wie is de Mol? 2017 en daarom was de pot niet € 12.160 maar € 24.320.

## Seizoen 18
In de eerste aflevering waren de kandidaten verdeeld over de vijf voormalige Sovjetstaten  Armenië,  Azerbeidzjan,  Kazachstan,  Oekraïne en  Rusland, uiteindelijk werd het spel in Georgië gespeeld.
Locatie Georgië
Uitzendingen6 januari – 10 maart 2018 (tijdslot: zaterdag 20.30 uur)
PresentatieArt Rooijakkers
Gewonnen bedrag€ 17.750
| Nr. | Deelnemer                           | Week 1 | Week 2 | Week 3 | Week 4 | Week 5 | Week 6 | Week 7 | Week 8 | Week 9 | Week 10 | Opmerking           |
| --- | ----------------------------------- | ------ | ------ | ------ | ------ | ------ | ------ | ------ | ------ | ------ | ------- | ------------------- |
| Mol | Jan Versteegh (presentator)         |        |        |        |        |        |        |        |        | Finale | Reünie  | De Mol              |
| 1   | Ruben Hein (zanger)                 |        |        |        |        |        |        |        |        | Finale | Reünie  | Winnaar             |
| 2   | Olcay Gulsen (modeontwerpster)      |        |        |        |        |        |        |        |        | Finale | Reünie  | Verliezend finalist |
| 3   | Simone Weimans (nieuwslezeres)      |        |        |        |        |        |        |        |        |        | Reünie  | Afvaller 7          |
| 4   | Stine Jensen (filosofe/publiciste)  |        |        |        |        |        |        |        |        |        | Reünie  | Afvaller 6          |
| 5   | Loes Haverkort (actrice)            |        |        |        |        |        |        |        |        |        | Reünie  | Afvaller 5          |
| 6   | Emilio Guzman (cabaretier)          |        |        |        |        |        |        |        |        |        | Reünie  | Afvaller 4          |
| 7   | Bella Hay (zangeres)                |        |        |        |        |        |        |        |        |        | Reünie  | Afvaller 3          |
| 8   | Jean-Marc van Tol (illustrator)     |        | [ c ]  |        |        |        |        |        |        |        | Reünie  | Afvaller 2          |
| 9   | Ron Boszhard (televisiepresentator) |        | [ d ]  |        |        |        |        |        |        |        | Reünie  | Afvaller 1          |

 Kandidaat moest deze aflevering het spel verlaten.
 Kandidaat is uit het spel.
 Kandidaat is nog in het spel.
 Kandidaat heeft een vrijstelling ingezet.
 Kandidaat kreeg geen scherm te zien (en is dus automatisch door, ongeacht de uitkomst van de test).
1. ↑  De kandidaten die blauw zijn, hoefden geen test te maken omdat zij al naar Georgië vliegen. Deze aflevering moest Ron naar huis. De kandidaten kregen dat in Georgië te horen.
2. ↑  Bij de laatste opdracht moesten de kandidaten vragen beantwoorden en iemand zijn scherm op groen draaien. Uiteindelijk moest Simone als enige haar scherm zien. Zij kreeg groen te zien, waardoor iedereen doorging naar aflevering 7
3. ↑  Jean-Marc besloot in aflevering 2 vrijwillig het spel te verlaten vanwege persoonlijke omstandigheden. Door zijn vertrek hoefde na de test niemand anders nog het spel te verlaten.
4. ↑  Ron viel af in aflevering 1, maar kon door zijn medekandidaten terug in het spel worden gebracht in aflevering 2. Zij kozen hier echter niet voor, waardoor Ron definitief uit het spel verdween.

| Aflevering            | Titel             | Pot      | Kijkcijfers | Marktaandeel | Plek in top 25 | Totaal kijkers |
| --------------------- | ----------------- | -------- | ----------- | ------------ | -------------- | -------------- |
| 01 (6 januari 2018)   | Een verhaal apart | € –3.000 | 2.669.000   | 38,7%        | 1              | 3.482.000      |
| 02 (13 januari 2018)  | Wisseltruc        | € –640   | 2.543.000   | 37,8%        | 1              | 3.331.000      |
| 03 (20 januari 2018)  | Kreupelstraat     | € 810    | 2.538.000   | 36,3%        | 1              | 3.318.000      |
| 04 (27 januari 2018)  | Vooruitzicht      | € 3.810  | 2.462.000   | 37,7%        | 1              | 3.312.000      |
| 05 (3 februari 2018)  | Zienswijzen       | € 5.450  | 2.411.000   | 35,3%        | 1              | 3.154.000      |
| 06 (10 februari 2018) | Verlost           | € 7.200  | 2.401.000   | 34,2%        | 2              | 3.215.000      |
| 07 (17 februari 2018) | Schijn werper     | € 8.700  | 2.563.000   | 36,2%        | 1              | 3.316.000      |
| 08 (24 februari 2018) | Gelijkgestemd     | € 9.250  | 2.463.000   | 36,6%        | 1              | 3.147.000      |
| 09 (3 maart 2018)     | Finalist          | € 10.750 | 2.546.000   | 35,0%        | 1              | 3.364.000      |
| 10 (10 maart 2018)    | Finale            | € 17.750 | 3.227.000   | 43,2%        | 1              | 3.689.000      |

1. ↑  Aantal kijkers inclusief uitgesteld kijken.
2. ↑  Ruben verdiende € 2.500 als bonus door in de laatste opdracht voor de geldroute te kiezen.

## Seizoen 19
Locatie Colombia
Uitzendingen5 januari – 9 maart 2019 (tijdslot: zaterdag 20.30 uur)
PresentatieRik van de Westelaken
Gewonnen bedrag€ 10.150
| Nr. | Deelnemer                                | Week 1 | Week 2 | Week 3 | Week 4 | Week 5 | Week 6 | Week 7 | Week 8 | Week 9 | Week 10 | Opmerking           |
| --- | ---------------------------------------- | ------ | ------ | ------ | ------ | ------ | ------ | ------ | ------ | ------ | ------- | ------------------- |
| Mol | Merel Westrik (journalist)               |        |        |        |        |        |        |        |        | Finale | Reünie  | De Mol              |
| 1   | Sarah Chronis (actrice)                  |        |        |        |        |        |        |        |        | Finale | Reünie  | Winnaar             |
| 2   | Niels Littooij (zanger)                  |        |        |        |        |        |        |        |        | Finale | Reünie  | Verliezend finalist |
| 3   | Sinan Can (documentairemaker)            |        |        |        |        |        |        |        |        |        | Reünie  | Afvaller 7          |
| 4   | Rick Paul van Mulligen (acteur)          |        |        |        |        |        |        | [ d ]  |        |        | Reünie  | Afvaller 5 en 6     |
| 4   | Jamie Trenité (presentator)              |        |        |        |        |        |        | [ d ]  |        |        | Reünie  | Afvaller 5 en 6     |
| 6   | Robèrt van Beckhoven (meester-patissier) |        |        |        |        |        |        |        |        |        | Reünie  | Afvaller 4          |
| 7   | Evelien de Bruijn (presentatrice)        |        |        |        |        |        |        |        |        |        | Reünie  | Afvaller 3          |
| 8   | Nikkie de Jager (youtuber/visagiste)     |        |        |        |        |        |        |        |        |        | Reünie  | Afvaller 2          |
| 9   | Evi Hanssen (presentatrice)              |        |        |        |        |        |        |        |        |        | Reünie  | Afvaller 1          |

 Kandidaat moest deze aflevering het spel verlaten.
 Kandidaat is uit het spel.
 Kandidaat is nog in het spel.
 Kandidaat heeft een vrijstelling ingezet.
 Kandidaat kreeg geen scherm te zien (en is dus automatisch door, ongeacht de uitkomst van de test).
1. ↑  In aflevering 1 werd er aan de hand van de eerste opdracht bepaald wie zijn/haar scherm niet hoefde te zien, en dus automatisch door is naar de volgende aflevering. Dit waren Nikkie, Evelien, Evi, en Merel. Een van die vier had de test het slechtst gemaakt waardoor er niemand naar huis hoefde. In de laatste aflevering werd bekendgemaakt dat Evi de test het slechtst had gemaakt in deze aflevering.
2. ↑  De executie van aflevering 3 werd aan het begin van aflevering 4 vertoond. Bij deze executie viel Nikkie af. Evelien viel af bij de executie aan het einde van aflevering 4.
3. ↑  Na de test van week 6 werd er nog een opdracht gespeeld waarmee de kandidaten ervoor konden zorgen dat hun scherm niet getoond werd. Alle kandidaten slaagden daarin, waardoor niemand naar huis hoefde.
4. 1 2  Doordat er tijdens de rouletteopdracht een kaart getrokken werd waarop stond dat er twee rode schermen getoond zouden worden, werden Rick Paul en Jamie bij dezelfde executie geëlimineerd.

Afleveringen
| Aflevering            | Titel             | Pot      | Kijkcijfers | Marktaandeel | Plek in top 25 | Totaal kijkers |
| --------------------- | ----------------- | -------- | ----------- | ------------ | -------------- | -------------- |
| 01 (5 januari 2019)   | Op sleeptouw      | € 1.300  | 2.986.000   | 43,2%        | 1              | 3.982.000      |
| 02 (12 januari 2019)  | Uitgerekend       | € 2.000  | 2.831.000   | 40,6%        | 1              | 3.864.000      |
| 03 (19 januari 2019)  | Niet gered        | € 3.500  | 2.816.000   | 40,1%        | 1              | 3.610.000      |
| 04 (26 januari 2019)  | Drukker worden    | € 4.000  | 2.913.000   | 43,0%        | 1              | 3.908.000      |
| 05 (2 februari 2019)  | Verblindend       | € 7.900  | 2.807.000   | 39,7%        | 1              | 3.724.000      |
| 06 (9 februari 2019)  | Uithalen          | € 7.550  | 2.755.000   | 40,0%        | 1              | 3.729.000      |
| 07 (16 februari 2019) | Inhalen           | € 8.050  | 2.534.000   | 36,7%        | 1              | 3.602.000      |
| 08 (23 februari 2019) | Met zand strooien | € 9.300  | 2.684.000   | 42,0%        | 1              | 3.552.000      |
| 09 (2 maart 2019)     | Drijfveer         | € 10.150 | 2.868.000   | 42,1%        | 1              | 3.628.000      |
| 10 (9 maart 2019)     | Wie is de mol?    | € 10.150 | 3.500.000   | 49,9%        | 1              | 4.058.000      |

 Op dat moment een nieuw kijkcijferrecord.
1. ↑  Aantal kijkers inclusief uitgesteld kijken.

## Seizoen 20
In 2020 werden, ter gelegenheid van het 20-jarig jubileum, niet één maar twee series gemaakt.

### Regulier seizoen
Voor de eerste serie werden de deelnemers in verschillende tv- en radioprogramma's en op verschillende websites bekendgemaakt.
Locatie China (Henan)
Uitzendingen11 januari – 14 maart 2020 (tijdslot: zaterdag 20.30 uur)
PresentatieRik van de Westelaken
Gewonnen bedrag€ 13.400
| Nr. | Deelnemer                                      | Week 1 | Week 2 | Week 3 | Week 4 | Week 5 | Week 6 | Week 7 | Week 8 | Week 9 | Week 10 | Opmerking           |
| --- | ---------------------------------------------- | ------ | ------ | ------ | ------ | ------ | ------ | ------ | ------ | ------ | ------- | ------------------- |
| Mol | Rob Dekay (muzikant)                           |        |        |        |        |        |        |        |        | Finale | Reünie  | De Mol              |
| 1   | Buddy Vedder (acteur/presentator)              |        |        |        |        |        |        |        |        | Finale | Reünie  | Winnaar             |
| 2   | Miljuschka Witzenhausen (tv-kok/presentatrice) |        |        |        |        |        |        |        |        | Finale | Reünie  | Verliezend finalist |
| 2   | Nathan Rutjes (oud-voetballer)                 |        |        |        |        |        |        |        |        | Finale | Reünie  | Verliezend finalist |
| 4   | Leonie ter Braak (presentatrice)               |        |        |        | [ e ]  |        |        |        |        |        | Reünie  | Afvaller 6          |
| 5   | Claes Iversen (modeontwerper)                  |        |        |        |        |        |        |        |        |        | Reünie  | Afvaller 5          |
| 6   | Johan Goossens (schrijver/cabaretier)          |        |        |        |        |        |        |        |        |        |         | Afvaller 4          |
| 7   | Jaike Belfor (actrice)                         |        |        |        |        |        |        |        |        |        | Reünie  | Afvaller 3          |
| 8   | Tina de Bruin (actrice)                        |        |        |        |        |        |        |        |        |        | Reünie  | Afvaller 2          |
| 9   | Anita Witzier (presentatrice)                  |        |        |        |        |        |        |        |        |        | Reünie  | Afvaller 1          |

 Kandidaat moest deze aflevering het spel verlaten.
 Kandidaat is uit het spel.
 Kandidaat is nog in het spel.
 Kandidaat heeft een vrijstelling ingezet.
 Kandidaat kreeg geen scherm te zien (en is dus automatisch door, ongeacht de uitkomst van de test).
1. 1 2 3  In deze aflevering werd een zwarte vrijstelling ingezet. Hierdoor werden alle ingezette vrijstellingen ongeldig verklaard.
2. ↑  De kandidaten moesten nadat ze de test gemaakt hadden uit een aantal kistjes de inhoud van een kiezen. In een aantal kistjes zat de mogelijkheid voor een groepsvrijstelling. Wanneer de meerderheid van de kandidaten voor deze vrijstelling koos, hoefde er niemand naar huis, uiteindelijk was dit het geval.
3. ↑  Zie seizoen 13 noot a. In dit geval trokken alleen Miljuschka en Buddy de rode kaart. Miljuschka koos voor Buddy en Buddy voor Nathan. Alleen Buddy en Nathan kregen dus hun scherm te zien. Omdat beide schermen groen waren, hoefde niemand naar huis.
4. ↑  Vanwege de omstandigheden rondom het coronavirus, mocht er bij de ontknoping van 2020 géén publiek aanwezig zijn.
5. ↑  Had de groep deze aflevering niet voor een groepsvrijstelling gekozen, was Leonie deze aflevering de afvaller. Dit werd bekendgemaakt door Rik in aflevering 10.

Afleveringen
| Aflevering            | Titel           | Pot      | Kijkcijfers | Marktaandeel | Plek in top 25 | Totaal kijkers |
| --------------------- | --------------- | -------- | ----------- | ------------ | -------------- | -------------- |
| 01 (11 januari 2020)  | Afgeschermd     | € 170    | 3.002.000   | 47,0%        | 1              | 4.065.000      |
| 02 (18 januari 2020)  | Tegendraads     | € 1.570  | 2.851.000   | 45,0%        | 1              | 3.908.000      |
| 03 (25 januari 2020)  | Welvarend       | € 3.670  | 2.686.000   | 43,7%        | 1              | 3.606.000      |
| 04 (1 februari 2020)  | Misleid         | € 7.320  | 2.333.000   | 36,1%        | 1              | 3.262.000      |
| 05 (8 februari 2020)  | Aangeraakt      | € 8.420  | 2.283.000   | 36,3%        | 1              | 3.233.000      |
| 06 (15 februari 2020) | Voor geen meter | € 9.250  | 2.320.000   | 36,1%        | 1              | 3.230.000      |
| 07 (22 februari 2020) | Tegenstander    | € 9.650  | 2.149.000   | 35,0%        | 1              | 2.989.000      |
| 08 (29 februari 2020) | Doorgeven       | € 9.980  | 2.289.000   | 37,4%        | 1              | 3.084.000      |
| 09 (7 maart 2020)     | Sturen          | € 11.200 | 2.460.000   | 41,0%        | 1              | 3.122.000      |
| 10 (14 maart 2020)    | Finale          | € 13.400 | 3.540.000   | 49,1%        | 1              | 3.894.000      |

 Op dat moment een nieuw kijkcijferrecord
1. ↑  Aantal kijkers inclusief uitgesteld kijken.

### Renaissance
Ter gelegenheid van het twintigste seizoen werd een extra serie van Wie is de Mol? opgenomen. In deze serie kregen tien oud-deelnemers een herkansing, wat de reden is dat deze serie werd omgedoopt in Renaissance, met de Italiaanse streek Toscane als opnamelocatie (in Toscane is veel renaissancekunst te zien, een toepasselijke locatie). Het seizoen werd vanuit de productie gepresenteerd als seizoen 20/2, waardoor seizoen 20 het eerste seizoen werd dat uit twee series bestond in plaats van een. Bij een aantal opdrachten waren meerdere oud-Mollen te zien: Kim Pieters, Kees Tol, Milouska Meulens, Thomas Cammaert, Inge Ipenburg, Dennis Weening, Patrick Stoof, Jon van Eerd, Merel Westrik en Klaas van Kruistum.
Locatie Italië (Toscane)
Uitzendingen5 september 2020 – 24 oktober 2020 (tijdslot: zaterdag 20.30 uur)
PresentatieRik van de Westelaken
Gewonnen bedrag€ 12.580
| Nr. | Deelnemer                                                      | Week 1 | Week 2 | Week 3 | Week 4 | Week 5 | Week 6 | Week 7 | Week 8 | Opmerking           |
| --- | -------------------------------------------------------------- | ------ | ------ | ------ | ------ | ------ | ------ | ------ | ------ | ------------------- |
| Mol | Jeroen Kijk in de Vegte (radio-dj, afvaller 5 in 2017)         |        |        |        |        |        |        | Finale | Reünie | De Mol              |
| 1   | Nikkie de Jager (youtuber/visagiste, afvaller 2 in 2019)       |        |        |        |        |        |        | Finale | Reünie | Winnaar             |
| 2   | Tygo Gernandt (acteur, afvaller 7 in 2014)                     |        |        |        |        |        |        | Finale | Reünie | Verliezend finalist |
| 3   | Peggy Vrijens (actrice, afvaller 7 in 2006)                    |        |        |        |        |        |        |        | Reünie | Afvaller 7          |
| 4   | Ron Boszhard (televisiepresentator, afvaller 1 in 2018)        |        |        |        |        |        |        |        | Reünie | Afvaller 5 en 6     |
| 4   | Patrick Martens (acteur/presentator, afvaller 7 in 2008)       |        |        |        |        |        |        |        | Reünie | Afvaller 5 en 6     |
| 6   | Ellie Lust (voormalig politiewoordvoerder, afvaller 3 in 2016) |        |        |        |        |        |        |        | Reünie | Afvaller 4          |
| 7   | Horace Cohen (acteur/comedian, afvaller 2 in 2011)             |        |        |        |        |        |        |        | Reünie | Afvaller 3          |
| 8   | Nadja Hüpscher (actrice, afvaller 6 in 2007)                   |        |        |        |        |        |        |        | Reünie | Afvaller 2          |
| 9   | Tina de Bruin (actrice, afvaller 2 in 2020)                    |        |        |        |        |        |        |        | Reünie | Afvaller 1          |

 Kandidaat moest deze aflevering het spel verlaten.
 Kandidaat is uit het spel.
 Kandidaat is nog in het spel.
 Kandidaat heeft een vrijstelling ingezet.
 Kandidaat kreeg geen scherm te zien (en is dus automatisch door, ongeacht de uitkomst van de test).
Afleveringen
| Aflevering             | Titel       | Pot      | Kijkcijfers | Marktaandeel | Plek in top 25 | Totaal kijkers |
| ---------------------- | ----------- | -------- | ----------- | ------------ | -------------- | -------------- |
| 01 (5 september 2020)  | Renaissance | € 750    | 2.665.000   | 41,6%        | 1              | 3.508.000      |
| 02 (12 september 2020) | Listig      | € 2.610  | 2.590.000   | 41,6%        | 1              | 3.415.000      |
| 03 (19 september 2020) | Besluit     | € 6.360  | 2.406.000   | 39,6%        | 1              | 3.211.000      |
| 04 (26 september 2020) | Meesterlijk | € 8.110  | 2.555.000   | 39,9%        | 1              | 3.262.000      |
| 05 (3 oktober 2020)    | Wegwerken   | € 8.110  | 2.554.000   | 38,2%        | 1              | 3.148.000      |
| 06 (10 oktober 2020)   | Damocles    | € 11.510 | 2.760.000   | 41,4%        | 1              | 3.289.000      |
| 07 (17 oktober 2020)   | Déja vu     | € 12.580 | 2.837.000   | 38,8 %       | 1              | 3.526.000      |
| 08 (24 oktober 2020)   | Finale      | € 12.580 | 3.567.000   | 47,3 %       | 1              | 3.882.000      |

 Op dat moment een nieuw kijkcijferrecord
1. ↑  Aantal kijkers inclusief uitgesteld kijken.

## Seizoen 21
Locatie Tsjechië
Uitzendingen2 januari 2021 – 6 maart 2021 (tijdslot: zaterdag 20.30 uur)
PresentatieRik van de Westelaken
Gewonnen bedrag€ 9.675
| Nr. | Deelnemer                                 | Week 1 | Week 2 | Week 3 | Week 4 | Week 5 | Week 6 | Week 7 | Week 8 | Week 9 | Week 10 | Opmerking           |
| --- | ----------------------------------------- | ------ | ------ | ------ | ------ | ------ | ------ | ------ | ------ | ------ | ------- | ------------------- |
| Mol | Renée Fokker (actrice)                    |        |        |        |        |        |        |        |        | Finale | Reünie  | De Mol              |
| 1   | Rocky Hehakaija (straatvoetballer)        |        |        |        |        |        |        |        |        | Finale | Reünie  | Winnaar             |
| 2   | Charlotte Nijs (politiek verslaggeefster) |        |        |        |        |        |        |        |        | Finale | Reünie  | Verliezend finalist |
| 3   | Splinter Chabot (schrijver/presentator)   |        |        |        |        |        |        |        |        |        | Reünie  | Afvaller 7          |
| 4   | Marije Knevel (adjunct-hoofdredactrice)   |        |        |        |        |        |        |        |        |        | Reünie  | Afvaller 6          |
| 5   | Joshua Nolet (zanger)                     |        |        |        |        |        |        |        |        |        | Reünie  | Afvaller 5          |
| 6   | Lakshmi Swami Persaud (zangeres)          |        |        |        |        |        |        |        |        |        | Reünie  | Afvaller 4          |
| 7   | Florentijn Hofman (kunstenaar)            |        |        |        |        |        |        |        |        |        | Reünie  | Afvaller 3          |
| 8   | Erik de Zwart (radio-dj)                  |        |        |        |        |        |        |        |        |        | Reünie  | Afvaller 2          |
| 9   | Remco Veldhuis (cabaretier)               |        |        |        |        |        |        |        |        |        | Reünie  | Afvaller 1          |

 Kandidaat moest deze aflevering het spel verlaten.
 Kandidaat is uit het spel.
 Kandidaat is nog in het spel.
 Kandidaat heeft een vrijstelling ingezet.
 Kandidaat kreeg geen scherm te zien (en is dus automatisch door, ongeacht de uitkomst van de test).
1. ↑  Omdat Renée de laatste opdracht had gewonnen, hoefde zij haar scherm niet te zien. Ook mocht zij twee kandidaten uitkiezen die hun scherm ook niet te zien kregen. Zij koos voor Marije en Charlotte. Rocky en Splinter kregen dus wel hun scherm te zien, en omdat beide schermen groen waren hoefde er deze week niemand naar huis.

Afleveringen
| Aflevering            | Titel           | Pot      | Kijkcijfers | Marktaandeel | Plek in top 25 | Totaal kijkers |
| --------------------- | --------------- | -------- | ----------- | ------------ | -------------- | -------------- |
| 01 (2 januari 2021)   | Gelijk          | € 1.350  | 3.117.000   | 43,6%        | 1              | 3.750.000      |
| 02 (9 januari 2021)   | Voorbeeld       | € 3.150  | 2.923.000   | 40,1%        | 1              | 3.566.000      |
| 03 (16 januari 2021)  | Vanaf Hangen    | € 6.150  | 2.571.000   | 35,8%        | 1              | 3.453.000      |
| 04 (23 januari 2021)  | Voor het zeggen | € 10.495 | 3.271.000   | 42,0%        | 1              | 3.742.000      |
| 05 (30 januari 2021)  | Tot drie tellen | € 6.245  | 3.206.000   | 39,7%        | 1              | 3.714.000      |
| 06 (6 februari 2021)  | Wegstoppen      | € 7.645  | 3.209.000   | 42,7%        | 1              | 3.614.000      |
| 07 (13 februari 2021) | Aanwijzing      | € 8.975  | 2.980.000   | 39,0%        | 1              | 4.429.000      |
| 08 (20 februari 2021) | In één klap     | € 7.875  | 3.154.000   | 41,4%        | 1              | 3.520.000      |
| 09 (27 februari 2021) | Kaarsrecht      | € 9.675  | 3.168.000   | 41,7%        | 1              | 3.448.000      |
| 10 (6 maart 2021)     | Finale          | € 9.675  | 3.348.000   | 43,7 %       | 1              | 3.528.000      |

 Op dat moment een nieuw kijkcijferrecord
1. ↑  Aantal kijkers inclusief uitgesteld kijken.

## Seizoen 22
Locatie Albanië
Uitzendingen1 januari 2022 – 5 maart 2022 (tijdslot: zaterdag 20.30 uur)
PresentatieRik van de Westelaken
Gewonnen bedrag€ 8.065
Voorafgaand aan dit seizoen, op 28 augustus 2021, werd een livestream uitgezonden. Deze vond plaats voorafgaand aan de eerste executie. Aan het begin hiervan vertelde Rik van de Westelaken dat de kijkers hiermee deels het verloop van het spel konden bepalen. De elf kandidaten gingen zich voorstellen, en ze moesten allemaal een pleidooi houden om de kijkers te overtuigen dat ze niet de Mol zijn. Vervolgens konden de kijkers stemmen op de persoon waarvan ze denken dat hij/zij de Mol was. Degene die het minst verdacht werd, zou twee vrijstellingen krijgen. Een voor zichzelf, en een om weg te geven aan een kandidaat naar keuze. Glen had de minste stemmen, die werd door de kijkers het minst verdacht. De tweede vrijstelling gaf hij aan Everon. Arno had de meeste stemmen, die werd door de kijkers het meest verdacht.
Rik vertelde dat er in de finale € 5.000 uit de pot zal gaan, als een van de twee personen met een vrijstelling (Glen of Everon) aan het einde van het spel de Mol blijkt te zijn. Echter, mocht de persoon die het meest verdacht wordt (Arno) de Mol blijken te zijn, dan zal er in de finale € 5.000 aan de pot worden toegevoegd. Uiteindelijk bleek met het rode scherm van Arno, op 22 januari 2022, dat dit niet zou gebeuren. Doordat Everon, die een van de vrijstellingen kreeg, de Mol bleek te zijn, werd in aflevering 10 de pot met € 5.000 verlaagd. Vanwege de Russische invasie van Oekraïne in 2022 ten tijde van de finale is deze 5.000 euro geschonken aan Giro 555.
| Nr. | Deelnemer                            | Week 1 | Week 2 | Week 3 | Week 4 | Week 5 | Week 6 | Week 7 | Week 8 | Week 9 | Week 10 | Opmerking           |
| --- | ------------------------------------ | ------ | ------ | ------ | ------ | ------ | ------ | ------ | ------ | ------ | ------- | ------------------- |
| Mol | Everon Jackson Hooi (acteur)         |        |        |        |        |        |        |        |        | Finale | Reünie  | De Mol              |
| 1   | Fresia Cousiño Arias (presentatrice) |        |        |        |        |        |        |        |        | Finale | Reünie  | Winnaar             |
| 2   | Kim-Lian van der Meij (actrice)      |        |        |        |        |        |        |        |        | Finale | Reünie  | Verliezend finalist |
| 3   | Thomas van Luyn (cabaretier)         |        |        |        |        |        |        | [ b ]  |        |        | Reünie  | Afvaller 8          |
| 4   | Laetitia Gerards (operazangeres)     |        |        |        |        |        |        |        |        |        | Reünie  | Afvaller 7          |
| 5   | Sahil Amar Aïssa (presentator)       |        |        |        |        |        | [ c ]  |        |        |        | Reünie  | Afvaller 6          |
| 6   | Hila Noorzai (presentatrice)         |        |        |        |        |        |        |        |        |        | Reünie  | Afvaller 5          |
| 7   | Arno Kantelberg (hoofdredacteur)     |        |        |        |        |        |        |        |        |        | Reünie  | Afvaller 4          |
| 8   | Welmoed Sijtsma (presentatrice)      |        |        |        |        |        |        |        |        |        | Reünie  | Afvaller 3          |
| 9   | Glen Faria (rapper)                  |        |        |        |        |        |        |        |        |        | Reünie  | Afvaller 2          |
| 10  | Suzanne Klemann (zangeres)           |        |        |        |        |        |        |        |        |        | Reünie  | Afvaller 1          |

 Kandidaat moest deze aflevering het spel verlaten.
 Kandidaat is uit het spel.
 Kandidaat is nog in het spel.
 Kandidaat heeft een vrijstelling ingezet.
 Kandidaat kreeg geen scherm te zien (en is dus automatisch door, ongeacht de uitkomst van de test).
1. ↑  In aflevering 3 werd een zwarte vrijstelling ingezet, hierdoor werden alle ingezette vrijstellingen en jokers ongeldig verklaard.
2. ↑  In aflevering 7 telde de test van Thomas niet mee, mits hij goed voorspelde wie van de overige kandidaten een rood scherm kreeg. Dat lukte waardoor hij de facto een vrijstelling had.
3. ↑  Sahil verliet het spel met een niet-ingezette vrijstelling op zak.

Afleveringen
| Aflevering            | Titel                 | Pot      | Kijkcijfers | Marktaandeel | Plek in top 25 | Totaal kijkers |
| --------------------- | --------------------- | -------- | ----------- | ------------ | -------------- | -------------- |
| 01 (1 januari 2022)   | De tijd zal het leren | € 1.500  | 3.120.000   | 40,8%        | 1              | 3.996.000      |
| 02 (8 januari 2022)   | Zwijgen               | € 3.410  | 2.914.000   | 43,0%        | 1              | 3.746.000      |
| 03 (15 januari 2022)  | Nietszeggend          | € 4.150  | 3.084.000   | 42,2%        | 1              | 3.797.000      |
| 04 (22 januari 2022)  | Stemmen               | € 5.900  | 2.905.000   | 41,7%        | 1              | 3.687.000      |
| 05 (29 januari 2022)  | Kettingreactie        | € 9.450  | 2.934.000   | 42,8%        | 1              | 3.704.000      |
| 06 (5 februari 2022)  | Golfbeweging          | € 12.060 | 2.836.000   | 41,6%        | 1              | 3.532.000      |
| 07 (12 februari 2022) | Coulissen             | € 12.095 | 2.713.000   | 41,7%        | 1              | 3.460.000      |
| 08 (19 februari 2022) | Mollenvanger          | € 13.040 | 2.646.000   | 38,6%        | 1              | 3.367.000      |
| 09 (26 februari 2022) | Bedriegen             | € 13.335 | 2.546.000   | 39,7%        | 2              | 3.226.000      |
| 10 (5 maart 2022)     | De ontmaskering       | € 8.065  | 3.242.000   | 48,2%        | 1              | 3.634.000      |

1. ↑  Aantal kijkers inclusief uitgesteld kijken.

## Seizoen 23
Voor de tweede keer (na seizoen 13) is het programma opgenomen in Zuid-Afrika.
Locatie Zuid-Afrika
Uitzendingen7 januari 2023 – 11 maart 2023 (tijdslot: zaterdag 20.30 uur)
PresentatieRik van de Westelaken
Gewonnen bedrag€ 11.650
| Nr. | Deelnemer                                | Week 1 | Week 2 | Week 3 | Week 4 | Week 5 | Week 6 | Week 7 | Week 8 | Week 9 | Week 9 | Week 10 | Opmerking           |
| --- | ---------------------------------------- | ------ | ------ | ------ | ------ | ------ | ------ | ------ | ------ | ------ | ------ | ------- | ------------------- |
| Mol | Jurre Geluk (presentator)                |        |        | (2)    |        |        |        | (1)    |        |        | Finale | Reünie  | De Mol              |
| 1   | Daniël Verlaan (onderzoeksjournalist)    |        |        | (1)    |        |        |        | (1)    |        |        | Finale | Reünie  | Winnaar             |
| 2   | Ranomi Kromowidjojo (voormalig zwemster) |        |        |        |        |        | (1)    | (1)    |        |        | Finale | Reünie  | Verliezend finalist |
| 3   | Soy Kroon (acteur)                       |        |        | (1)    |        |        |        | (2)    |        |        |        | Reünie  | Afvaller 7          |
| 4   | Anke de Jong (hoofdredacteur)            |        |        |        |        |        | (1)    | (1)    |        |        |        | Reünie  | Afvaller 6          |
| 5   | Nabil Aoulad Ayad (cabaretier)           |        |        |        |        |        |        |        |        |        |        | Reünie  | Afvaller 5          |
| 6   | Annick Boer (cabaretière)                |        |        | (1)    | [ e ]  |        |        |        |        |        |        | Reünie  | Afvaller 4          |
| 7   | Sander de Kramer (presentator)           |        |        |        |        |        |        |        |        |        |        | Reünie  | Afvaller 3          |
| 8   | Froukje de Both (presentatrice)          |        |        |        |        |        |        |        |        |        |        | Reünie  | Afvaller 2          |
| 9   | Sarah Janneh (actrice)                   |        | [ f ]  |        |        |        |        |        |        |        |        | Reünie  | Afvaller 1          |

 Kandidaat moest deze aflevering het spel verlaten.
 Kandidaat is uit het spel.
 Kandidaat is nog in het spel (het getal tussen haakjes geeft aan hoeveel jokers de kandidaat inzette bij de test).
 Kandidaat heeft een vrijstelling ingezet of werd vrijgesteld van eliminatie.
 Kandidaat kreeg geen scherm te zien (en is dus automatisch door, ongeacht de uitkomst van de test).
 Kandidaat was eigenlijk de afvaller, maar mocht in het spel blijven.
1. ↑  Everon Jackson Hooi, de Mol van het voorgaande seizoen, vertelde de kandidaten of ze Mol of kandidaat zouden zijn. Hij deed dit telefonisch terwijl alle kandidaten in dezelfde ruimte stonden.
2. ↑  In deze aflevering vond geen test en eliminatie plaats.
3. ↑  In deze aflevering vond geen eliminatie plaats.
4. ↑  In aflevering 9 waren er twee tests, na de eerste test viel Soy af.
5. ↑  Alle kandidaten kregen eerst hun scherm te zien. De andere kandidaten konden niet zien of deze schermen groen of rood waren, zij zagen alleen de gezichten van de andere kandidaten. Hierna moesten de kandidaten onderling zeven koffers met elk een verschillend geldbedrag verdelen. Het geldbedrag in de koffer van de afvaller zou uit de pot gehaald worden. Als de kandidaat met de slechtst gemaakte test een van de drie koffers met de hoogste geldbedragen in handen wist te krijgen, zou de kandidaat met de op één na slechtste score afvallen. Dit was ongeacht of de kandidaat met de op een na laagste score ook een van de drie hoogste geldbedragen in handen wist te krijgen. Nabil, Soy en Daniël kregen uiteindelijk de drie koffers met de hoogste bedragen en één van hen was oorspronkelijk de afvaller – na de eliminatie van Soy bleek hij het te zijn.
6. ↑  Sarah viel af in aflevering 1, maar kon in aflevering 2 nog terugkeren door het halen van een opdracht. Dat lukte niet, waardoor Sarah definitief uit het spel verdween.

Afleveringen
| Aflevering            | Titel        | Pot      | Kijkcijfers | Marktaandeel | Plek in top 25 | Totaal kijkers |
| --------------------- | ------------ | -------- | ----------- | ------------ | -------------- | -------------- |
| 01 (7 januari 2023)   | Verbinding   | € 3.250  | 2.634.000   | 43,3%        | 1              | 3.642.000      |
| 02 (14 januari 2023)  | Kunstgreep   | € 4.800  | 2.546.000   | 41,5%        | 1              | 3.512.000      |
| 03 (21 januari 2023)  | Spelbreker   | € 8.050  | 2.420.000   | 40,7%        | 1              | 3.302.000      |
| 04 (28 januari 2023)  | Weglopen     | € 8.350  | 2.223.000   | 38,0%        | 1              | 3.172.000      |
| 05 (4 februari 2023)  | Portretten   | € 6.800  | 2.446.000   | 40,8%        | 1              | 3.244.000      |
| 06 (11 februari 2023) | Lijdensweg?  | € 6.800  | 2.170.000   | 36,3%        | 1              | 3.169.000      |
| 07 (18 februari 2023) | Inzichtelijk | € 8.400  | 2.136.000   | 36,7%        | 1              | 3.051.000      |
| 08 (25 februari 2023) | Brandpunt    | € 10.650 | 2.509.000   | 43,3%        | 1              | 3.218.000      |
| 09 (4 maart 2023)     | Molafspraak  | € 11.650 | 2.349.000   | 38,3%        | 1              | 3.007.000      |
| 10 (11 maart 2023)    | Pokerface    | € 11.650 | 3.081.000   | 48,3%        | 1              | 3.506.000      |

1. ↑  Aantal kijkers inclusief uitgesteld kijken.

## Seizoen 24
Voor de tweede keer (na seizoen 8) is het programma opgenomen in Mexico.
Locatie Mexico
Uitzendingen6 januari 2024 – 9 maart 2024 (tijdslot: zaterdag 20.30 uur)
PresentatieRik van de Westelaken
Gewonnen bedrag€ 8.585
| Nr. | Deelnemer                             | Week 1 | Week 2 | Week 3 | Week 4 | Week 5 | Week 6 | Week 7 | Week 8 | Week 9 | Week 10 | Opmerking           |
| --- | ------------------------------------- | ------ | ------ | ------ | ------ | ------ | ------ | ------ | ------ | ------ | ------- | ------------------- |
| Mol | Anna Gimbrère (wetenschapsjournalist) |        |        |        |        |        |        |        |        |        | Reünie  | De Mol              |
| 1   | Fons Hendriks (journalist)            |        |        |        |        | (1)    |        | (1)    |        |        | Reünie  | Winnaar             |
| 2   | Rosario Mussendijk (artiest)          |        |        |        |        | (1)    |        |        | (1)    |        | Reünie  | Verliezend finalist |
| 3   | Kees van der Spek (journalist)        |        |        |        |        | (1)    |        |        |        |        | Reünie  | Afvaller 7          |
| 4   | Rian Gerritsen (actrice)              |        |        |        |        |        |        |        |        |        | Reünie  | Afvaller 6          |
| 5   | Babs Schutte (artiest)                | [ b ]  |        |        | [ c ]  |        |        |        |        |        | Reünie  | Afvaller 5          |
| 6   | Tooske Ragas (presentatrice)          |        |        |        |        | (3)    | (1)    |        |        |        | Reünie  | Afvaller 4          |
| 7   | Jeroen Spitzenberger (acteur)         |        |        |        |        |        |        |        |        |        | Reünie  | Afvaller 3          |
| 8   | Justin Mooijer (dragqueen)            |        |        | [ b ]  |        |        |        |        |        |        | Reünie  | Afvaller 2          |
| 9   | Jip van den Toorn (illustrator)       |        | [ b ]  |        |        |        |        |        |        |        | Reünie  | Afvaller 1          |

 Kandidaat moest deze aflevering het spel verlaten.
 Kandidaat is uit het spel.
 Kandidaat is nog in het spel (het getal tussen haakjes geeft aan hoeveel jokers de kandidaat inzette bij de test).
 Kandidaat heeft een vrijstelling ingezet of werd vrijgesteld van eliminatie.
 Kandidaat maakte deze aflevering kans op terugkeer in het spel, door inzet van zijn/haar topito.
1. ↑  In deze aflevering vond geen test en eliminatie plaats.
2. 1 2 3  Aan het einde van de aflevering kregen deze afvallers een topito die ze in de toekomst nog nodig zouden hebben.
3. ↑  Afvaller keerde deze aflevering terug in het spel.

Afleveringen
| Aflevering            | Titel             | Pot     | Kijkcijfers | Marktaandeel | Plek in top 25 |
| --------------------- | ----------------- | ------- | ----------- | ------------ | -------------- |
| 01 (6 januari 2024)   | Een handje helpen | € 6.500 | 3.717.000   | 50,9%        | 1              |
| 02 (13 januari 2024)  | Afgelopen?        | € 7.500 | 3.570.000   | 45,5%        | 1              |
| 03 (20 januari 2024)  | Vragenvuur        | € 8.825 | 3.479.000   | 45,2%        | 1              |
| 04 (27 januari 2024)  | Revanche          | € 9.025 | 3.172.000   | 41,8%        | 1              |
| 05 (3 februari 2024)  | Terugkeer         | € 4.025 | 3.101.000   | 38,7%        | 1              |
| 06 (10 februari 2024) | Afvragen          | € 7.525 | 3.196.000   | 42,2%        | 1              |
| 07 (17 februari 2024) | Vooruitblik       | € 5.505 | 3.049.000   | 40,0%        | 1              |
| 08 (24 februari 2024) | Zinvol            | € 7.585 | 3.150.000   | 43,8%        | 1              |
| 09 (2 maart 2024)     | Ontcijferen       | € 8.585 | 2.983.000   | 43,7%        | 1              |
| 10 (9 maart 2024)     | De ontknoping     | € 8.585 | 3.074.000   | 45,7%        | 1              |

 Op dat moment een nieuw kijkcijferrecord. Opgemerkt moet worden dat vanaf de zomer van 2023 voor de officiële kijkcijfers ook de kijkers in de week na de uitzending meetellen.

## Streamingeditie
Na 20 jaar kwam er weer een editie met onbekende Nederlanders zoals in seizoenen 1 t/m 4. Dit seizoen was te streamen via NPO Start en NLZIET.
Locatie Oman
Uitzendingen28 juni 2024 – 19 juli 2024 (tijdslot: vrijdag 12.00 uur)
PresentatieHila Noorzai
Gewonnen bedrag€ 10.535
| Nr. | Deelnemer                            | Aflevering 1 | Aflevering 2 | Aflevering 3 | Aflevering 4 | Aflevering 5 | Aflevering 6 | Aflevering 7 | Aflevering 8 | Opmerking           |
| --- | ------------------------------------ | ------------ | ------------ | ------------ | ------------ | ------------ | ------------ | ------------ | ------------ | ------------------- |
| Mol | Nyree (manager efoilschool)          |              |              |              |              |              |              |              | Reünie       | De Mol              |
| 1   | Emma (student kunstdocent)           |              |              | (1)          |              |              |              |              | Reünie       | Winnaar             |
| 2   | Jelmer (eigenaar strandtent)         |              |              |              |              |              |              |              | Reünie       | Verliezend finalist |
| 3   | Simone (leerkracht basisonderwijs)   |              |              |              |              |              | (2)          |              | Reünie       | Afvaller 7          |
| 4   | Tiemen (presentator en podcastmaker) |              |              | (1)          |              |              |              |              | Reünie       | Afvaller 6          |
| 5   | Johan (bankier)                      |              |              |              |              |              | [ b ]        |              | Reünie       | Afvaller 5          |
| 6   | Ben (boa-opleider)                   |              |              | (1)          |              | [ b ]        |              |              | Reünie       | Afvaller 4          |
| 7   | Kars (adviseur mariene ecologie)     |              |              |              |              |              |              |              | Reünie       | Afvaller 3          |
| 8   | Tessa (coach en trainer)             |              |              |              |              |              |              |              | Reünie       | Afvaller 2          |
| 9   | Anne-Britt (tandarts)                |              |              |              |              |              |              |              | Reünie       | Afvaller 1          |

 Kandidaat moest deze aflevering het spel verlaten.
 Kandidaat is uit het spel.
 Kandidaat is nog in het spel (het getal tussen haakjes geeft aan hoeveel jokers de kandidaat inzette bij de test).
 Kandidaat heeft een vrijstelling ingezet of werd vrijgesteld van eliminatie.
1. ↑  In deze aflevering vond geen test en eliminatie plaats.
2. 1 2  Omdat er bij een opdracht om informatie te verkrijgen meer dan € 1.500 werd uitgegeven, was de eliminatie "vervloekt" en moesten er twee deelnemers naar huis. De tweede afvaller werd aan het begin van aflevering 6 bekendgemaakt.

Afleveringen
| Aflevering        | Titel               | Pot      |
| ----------------- | ------------------- | -------- |
| 01 (28 juni 2024) | Game changer        | € 3.000  |
| 02 (28 juni 2024) | Open vizier         | € 4.750  |
| 03 (5 juli 2024)  | Dezelfde golflengte | € 5.050  |
| 04 (5 juli 2024)  | Een vliegende start | € 7.000  |
| 05 (12 juli 2024) | Er was eens...      | € 6.425  |
| 06 (12 juli 2024) | Verdeel en heers    | € 8.425  |
| 07 (19 juli 2024) | Game over           | € 10.535 |
| 08 (19 juli 2024) | Wie is de Mol?      | € 10.535 |

## Seizoen 25
In 2025 werden, ter gelegenheid van het 25-jarig jubileum, niet één maar twee series gemaakt. 

### Regulier seizoen
De kandidaten kozen dit seizoen indirect zelf de Mol in de eerste aflevering. Dit gebeurde hoofdzakelijk door het toekennen van door henzelf genoemde belangrijke eigenschappen voor een Mol aan medekandidaten.
Locatie Cambodja
Uitzendingen4 januari 2025 – 8 maart 2025 (tijdslot: zaterdag 20.30 uur)
PresentatieRik van de Westelaken
Gewonnen bedrag€ 8.055
| Nr. | Deelnemer                           | Week 1 | Week 2 | Week 3 | Week 4 | Week 5 | Week 6 | Week 7 | Week 8 | Week 9 | Week 10 | Opmerking           |
| --- | ----------------------------------- | ------ | ------ | ------ | ------ | ------ | ------ | ------ | ------ | ------ | ------- | ------------------- |
| Mol | Stijn de Vries (programmamaker)     |        | (1)    | (1)    |        |        |        |        |        | Finale | Reünie  | De Mol              |
| 1   | Roos Moggré (presentatrice)         |        | (1)    |        |        |        |        |        |        | Finale | Reünie  | Winnaar             |
| 2   | Maaike Martens (actrice)            |        |        |        |        | (1)    |        |        | (2)    | Finale | Reünie  | Verliezend finalist |
| 3   | Sophie Frankenmolen (presentatrice) |        |        |        | (1)    |        |        |        |        |        | Reünie  | Afvaller 7          |
| 4   | Nora Akachar (theatermaker)         |        |        |        |        |        |        |        |        |        | Reünie  | Afvaller 6          |
| 5   | Sam Hagens (journalist)             |        |        | (1)    |        |        |        |        |        |        | Reünie  | Afvaller 5          |
| 6   | Bridget Maasland (presentatrice)    |        |        | (1)    |        |        |        |        |        |        | Reünie  | Afvaller 4          |
| 7   | Ray Klaassens (oud-commando)        |        |        |        |        |        |        |        |        |        | Reünie  | Afvaller 3          |
| 8   | Gabriel Martina (presentator)       |        |        |        |        |        |        |        |        |        | Reünie  | Afvaller 2          |
| 9   | Teun Luijkx (acteur)                |        |        |        |        |        |        |        |        |        | Reünie  | Afvaller 1          |

 Kandidaat moest deze aflevering het spel verlaten.
 Kandidaat is uit het spel.
 Kandidaat is nog in het spel (het getal tussen haakjes geeft aan hoeveel jokers de kandidaat inzette bij de test).
 Kandidaat heeft een vrijstelling ingezet of werd vrijgesteld van eliminatie.
Afleveringen
Een week voor de start van dit seizoen werd een kick-off-aflevering uitgezonden waarin door de kandidaten en Van de Westelaken werd teruggekeken op het seizoen.
| Aflevering            | Titel                       | Pot     | Kijkcijfers | Marktaandeel | Plek in top 25 |
| --------------------- | --------------------------- | ------- | ----------- | ------------ | -------------- |
| 0 (28 december 2024)  | Kick-off                    | –       | 2.012.000   | 36,2%        | 1              |
| 01 (4 januari 2025)   | Een rein geweten            | € 900   | 3.476.000   | 41,1%        | 1              |
| 02 (11 januari 2025)  | Het juiste motief           | € 2.600 | 3.164.000   | 44,8%        | 1              |
| 03 (18 januari 2025)  | De juiste manier van zien   | € 4.125 | 3.068.000   | 40,5%        | 1              |
| 04 (25 januari 2025)  | De juiste manier van praten | € 5.205 | 3.177.000   | 44,1%        | 1              |
| 05 (1 februari 2025)  | De juiste concentratie      | € 6.255 | 3.075.000   | 40,9%        | 1              |
| 06 (8 februari 2025)  | De juiste inspanning        | € 8.455 | 3.090.000   | 40,5%        | 1              |
| 07 (15 februari 2025) | De juiste oplettendheid     | € 3.755 | 3.008.000   | 40,2%        | 1              |
| 08 (22 februari 2025) | De juiste manier van doen   | € 5.255 | 2.933.000   | 39,4%        | 1              |
| 09 (1 maart 2025)     | De juiste manier van leven  | € 8.055 | 2.929.000   | 39,0%        | 1              |
| 10 (8 maart 2025)     | Finale                      | € 8.055 | 2.827.000   | 39,5%        | 1              |

### Jubileumseizoen
Locatie Portugal
Uitzendingennajaar 2025
PresentatieRik van de Westelaken
Pot€ 0